# Liste de personnalités liées à Cannes
Cette page donne une liste de personnalités liées à Cannes.
Nombre de personnalités sont nées à Cannes. D'autres, liées aux communautés anglaise ou russe, installées dans les résidences de villégiature qu'ils ont construites, arrivés à la suite de lord Brougham à partir du XIXe siècle, ou fuyant la révolution russe au début du XXe siècle, ont vécu et sont mortes à Cannes ; leurs descendants y sont parfois nés et y vivent parfois encore. 
Des personnalités politiques exerçant un mandat local ou des artistes, attirés par la lumière de la Côte d'Azur, s'y sont parfois installés, plus ou moins durablement, comme Pablo Picasso dont la villa se trouvait entre 1955 et 1961 dans le quartier de la Californie. 
D'autres encore, simplement de passage, souvent envoyées en convalescence par la faculté, sont mortes dans la station climatique, des suites de leur maladie ou dans des circonstances diverses, faisant mentir la devise de la ville de Cannes qui dit en provençal : « Qui li ven li vieù », traduit en français par : « Qui y vient y vit ». 
Certaines de ces personnalités sont parfois inhumées au cimetière du Grand Jas.

## Personnalités nées à Cannes
Personnalités nées à Cannes par dates de naissance :

### XVIIIesiècle
- Honoré Méro, (Cannes, 16 novembre 1736 - Cannes, 15 novembre 1784), poète français ;
- Pierre Labatut, (Cannes, 10 février 1776 - Salvador, Brésil, 4 septembre 1849), général français héros de l'indépendance brésilienne ;
- Paul Autran, (Cannes, 5 janvier 1780 - Marseille, 24 novembre 1869), négociant français, secrétaire perpétuel de l'Académie de Marseille ;

### XIXesiècle
- Félix Pille, (Cannes, 13 octobre 1848 - Cannes, 25 mai 1919), peintre français ;
- Paul Carrey, (Cannes, 7 mai 1865 - Paris, 14e arrondissement, 20 décembre 1924), illustrateur, peintre et affichiste français ;
- Nanny Cedercreutz, (Cannes, 19 mars 1866 - Helsinki, Finlande, 8 décembre 1950), écrivaine et scientifique finlandaise ;
- Aynard Guigues de Moreton de Chabrillan, (Cannes, 16 janvier 1869 - Paris, 8e arrondissement, 8 janvier 1950), aristocrate prétendant au trône monégasque ;
- Tony Minartz né Antoine Guillaume Minartz, dit), (Cannes, 28 avril 1870 - Cannes, 13 décembre 1944), peintre, dessinateur, illustrateur et graveur français ;
- Marie-Immaculée de Bourbon, (Cannes, 30 octobre 1874 - Muri, Argovie, Suisse, 28 novembre 1947), membre de la maison Bourbon-Siciles ;
- Jean Gougoltz, (Cannes, 26 mars 1875 - Paris, 17e arrondissement, 8 janvier 1917), coureur cycliste suisse ;
- Louis Pastour, (Cannes, 26 juin 1876 - Cannes, 6 décembre 1948), peintre français ;
- 1877 :
  - Jean de Leusse, (Cannes, 6 février 1877 - Reichshoffen, Bas-Rhin, 27 août 1963), homme politique français ;
  - Marie-Christine de Bourbon-Siciles, (Cannes, 10 avril 1877 - Sankt Gilgen, Autriche, 4 octobre 1947), membre des familles des Bourbon-Siciles et de Habsbourg-Toscane ;
- 1878 :
  - Charles Ginner, (Cannes 3 mars 1878 - Londres, 6 janvier 1952), peintre officiel du gouvernement britannique ;
  - Marie-Pie de Bourbon-Siciles, (Cannes 12 août 1878 - Mandelieu-la-Napoule, 20 juin 1973), membre de la maison Bourbon-Siciles ;
  - Louis Cauvin, (Cannes, 13 septembre 1878 - Cannes, La Bocca, 17 novembre 1969), architecte français ;
- 1880 :
  - Amédée de Vallombrosa, (Cannes, 24 mars 1880 - Paris, 7e arrondissement, 9 février 1968), organiste et compositeur français ;
  - Henri Verne, (Cannes, 21 septembre 1880 - Paris, 7e arrondissement, 11 février 1949), directeur français des Musées nationaux et du musée du Louvre ;
  - Waldemar Deonna, (Cannes, 24 septembre 1880 - Genève, 3 mai 1959), archéologue, historien et photographe suisse ;
- 1882 :
  - Louise d’Orléans, (Cannes, 24 février 1882) - Séville, 18 avril 1958), aristocrate français ;
  - Francis Pigueron (Cannes, 13 septembre 1882 - Paris, 17e arrondissement, 17 septembre 1954), patineur artistique français ;
- 1883
  - Rénier de Bourbon-Siciles, (Cannes, 3 décembre 1883 - Roquebrune-sur-Argens, 13 janvier 1973), aristocrate français ;
- 1885 :
  - Jérôme Radziwill, (Cannes, 6 janvier 1885 -  Lougansk, Ukraine, 6 avril 1945), aristocrate polonais ;
  - Philippe de Bourbon-Siciles, (Cannes, 10 décembre 1885 - Saint-Jean, Nouveau-Brunswick, Canada, 8 mars 1949), membre de la maison de Bourbon-Siciles ;
- Victor Tuby, (Cannes, 8 juin 1888 - Tulle, 31 décembre 1945), félibre et sculpteur français ;
- Noémi P. Raymond,  (Cannes, 23 juin 1889 - 19 août 1980), artiste et designer américaine d'origine française ;
- Marcel Leprin, (Cannes, 12 décembre 1891 - Paris, 20e arrondissement, 27 janvier 1933), peintre français ;
- 1893 :
  - François Camatte, (Cannes, 29 mai 1893 - Cannes, 9 juillet 1960), architecte naval français ;
  - Jacques Dieterlen, (Cannes, 28 novembre 1893 - Gérardmer, 24 novembre 1959), journaliste, écrivain et dessinateur français ;
- Lily Mounet, (Cannes, 9 février 1895 - Paris, 14e arrondissement, 2 octobre 1978), actrice française ;
- Jacques de Sibour, (Cannes, 8 avril 1896 - Lisbonne, Portugal, 22 avril 1979), aviateur et aventurier français ;
- 1897 :
  - Gabriel de Bourbon-Siciles (Cannes, 11 janvier 1897 - Itu, Brésil, 22 octobre 1975), membre de la maison Bourbon-Siciles ;
  - Jean Guiter (Cannes, 27 février 1897 - Paris, 16e arrondissement, 23 juin 1959), homme politique français ;
  - Charles Aeschlimann (Cannes, 28 février 1897 - Montreux, Suisse, 4 mai 1952), joueur de tennis suisse ;
  - Sœur Claire née Francesca Ferrante di Ruffano (Cannes, 8 août 1897 - Brochon, 9 septembre 1989), religieuse française ;
  - Henri Pourtalet (Cannes, 23 décembre 1899 - Antibes, 3 juillet 1974), horticulteur français, militant communiste ;
- Paul Maubert (Cannes, 24 mai 1899 - Cannes, 27 avril 1992), général de brigade français ;

### XXesiècle
- Rose Repetto, (Cannes, 10 août 1900 - Paris 14e arrondissement, 11 mars 1982), styliste française d'origine italienne, créatrice de la marque Repetto ;
- Anna Kavan, (Cannes, 10 avril 1901 - Londres, 5 décembre 1968), écrivain anglais ;
- Georges Mollard, (Cannes, 25 avril 1902 - Cannes, 2 novembre 1986), skipper français ;
- Max Barneaud, (Cannes, 24 juillet 1903 - Paris, 3 août 1986), sculpteur français ;
- Félix-Marie Verdet, (Cannes, 3 août 1904 - Bandol, Var, 22 juillet 1992), prélat français, évêque de La Rochelle de 1963 à 1979 ;
- 1907 :
  - Eugène Lizero, (Cannes, 8 février 1907 - Paris, 26 octobre 1986), architecte spécialisé dans les champs de courses ;
  - Edward Bret (Cannes, 9 novembre 1907 - Cannes, 3 mai 1996), pilote automobile et aviateur anglais ;
- Francis Roux, (Cannes, 20 mars 1908 - Cannes, 24 juillet 1998), footballeur français ;
- 1909 :
  - Robert Ramillon, (Cannes, 24 février 1909 - Buenos Aires, Argentine, 17 mai 1964), joueur professionnel français de tennis ;
  - Gaspard Rinaldi, (Cannes, 26 mai 1909 - Marseille, 24 novembre 1978), coureur cycliste français ;
  - Clément Bairam, (Cannes, 6 juillet 1909 - Cannes, 29 septembre 2001), acteur français ;
- Nicolas de Glos, (Cannes 10 février 1911 - N'Djaména, 23 mai 1976), fonctionnaire et résistant français ;
- 1914 :
  - Pierre Bessaignet, (Cannes 10 avril 1914 - Mouans-Sartoux, 29 septembre 1989), économiste, ethnologue, théoricien marxiste ;
  - Joseph Neri, (Cannes 26 juillet 1914 - Thiers, 9 octobre 2005), coureur cycliste professionnel français ;
- 1917 :
  - Gaëtan de Bourbon-Siciles, (Cannes, 16 avril 1917 - Harare, Zimbabwe, 27 décembre 1984), membre de la maison de Bourbon-Siciles ;
  - Alexandre Toursky, (Cannes, 30 décembre 1917 - Marseille, 23 mai 1970), poète français ;
- Anne Spoerry, (Cannes, 13 mai 1918 - Nairobi, Kenya, 2 février 1999), médecin français ;
- André Astoux, (Cannes, 27 avril 1919 - Paris, 2 juillet 1990), officier de marine français, directeur général adjoint de l'ORTF, directeur du Centre national de la cinématographie ;
- 1920 :
  - Yvonne Curtet née Chabot, (Cannes, 28 mai 1920 - Paris, ), athlète française, spécialiste du saut en longueur ;
  - Georges Castellan, (Cannes, 26 septembre 1920 - Paris, 24 février 2014), historien français du XXe siècle ;
- 1921 :
  - Jean Vinci, (Cannes, 22 mars 1921 - Ollioules, Var 8 avril 2010), acteur et un scénariste français ;
  - Jean-Pierre Capron, (Cannes le 4 août 1921 - Paris, 2 juillet 1997), artiste peintre français de l'École de Paris ;
  - Sylvère Monod, (Cannes, 8 août 1921 - Paris, 8 août 2006), essayiste français ;
  - Gisèle Pascal née Giselle Tallone, (Cannes, 17 septembre 1921 - Nîmes, 2 février 2007), actrice français ;
  - Robert Domergue, (Cannes, 25 novembre 1921 - Mougins, 22 janvier 2014), footballeur français ;
- 1922 :
  - Paul Altavelle, (Cannes, 30 juillet 1922 - Cannes, 13 décembre 1999), footballeur français ;
  - Gérard Philipe, (Cannes le 4 décembre 1922 - Paris, 6e arrondissement, 25 novembre 1959), acteur français ;
  - Paul Revel, (Cannes, 2 mai 1922 - Paris 11e arrondissement, 19 avril 1983), peintre et graveur français ;
- 1923 :
  - Pierre Tabatoni (Cannes, 9 février 1923 - Paris, 14e arrondissement, 11 avril 2006), économiste français ;
  - Víctor Merenda (Cannes, 31 août 1923 - Arles, 17 janvier 1968), acteur, réalisateur et scénariste français ;
- 1924 :
  - Henryane de Chaponay (Cannes, 8 mai 1924 - Paris, 9 octobre 2019), aristocrate et philanthrope française ;
  - Willy Groux (Cannes, 22 mai 1924 - Cannes, 1er décembre 2017), dessinateur français (jumeau de Yves Groux) ;
  - Yves Groux (Cannes, 22 mai 1924 - ), dessinateur français (jumeau de Willy Groux) ;
- Émile Mangiapan (Cannes, 4 mai 1925 - Piégut-Pluviers (Dordogne), 2 juin 2007), peintre français ;
- Gilbert Portanier (Cannes, 28 septembre 1926 - Vallauris 15 août 2023), céramiste français ;
- Lucien Rebuffel (Cannes, 10 juillet 1927 - Rosay, 24 mars 2019), chef d'entreprise, président de la CGPME ;
- 1928 :
  - Jean Bertaina (Cannes, La Bocca, 9 avril 1928 - Le Cannet, 2 novembre 2018), coureur cycliste français ;
  - René Saorgin (Cannes, 1928 - Nice, 16 décembre 2015), organiste français ;
- Antoine de Bourbon-Siciles (Cannes, 20 janvier 1929 - Zurich, Suisse, 11 novembre 2019), membre de la maison de Bourbon-Siciles ;
- 1930 :
  - Jacques Grattarola (Cannes, 16 février 1930 - Mougins, 29 décembre 2020), footballeur français ;
  - Claude Bolling (Cannes, 1930 - Saint-Cloud, 29 décembre 2020), pianiste français ;
- 1931 :
  - Paul-Albert Février (Cannes, 26 janvier 1931 - Nice, 10 avril 1991), historien français, archéologue et épigraphiste spécialiste de l'Antiquité tardive ;
  - Claude Mercier-Ythier (Cannes, 2 mars 1931 - Issy-les-Moulineaux, 2 juillet 2020), facteur de clavecin français ;
  - Karan Singh (Cannes, 9 mars 1931 - ), homme politique, diplomate et écrivain indien ;
- 1932 :
  - Billy Nencioli (Cannes, 7 juin 1932 - Paris 15e arrondissement, 23 juillet 1997), chanteur, parolier et compositeur pour le cinéma ;
  - Jean Ricardou (Cannes, 17 juin 1932 - Cannes, 23 juillet 2016), écrivain français et théoricien de la littérature ;
  - Pierre Jourdan, (Cannes, 21 septembre 1932 - Senlis, 16 août 2007), réalisateur français de télévision ;
  - Georges Caméra, (Cannes, 11 décembre 1932 - ), écrivain français régional ;
- 1934 :
  - Gabriel Tacchino (Cannes, 4 août 1934 - ), pianiste ;
  - Pierre Ancelin (Cannes, 25 octobre 1934 - Fontenay-lès-Briis, 19 décembre 2001), compositeur français ;
- 1936 :
  - Jean-Gabriel Albicocco, (Cannes, 15 février 1936 - Rio de Janeiro, 10 avril 2001), réalisateur français ;
  - Jacques Stewart, (Cannes, 24 juillet 1936 - ), pasteur français, président de la Fédération protestante de France ;
  - María del Pilar de Borbón, (Cannes, 30 juillet 1936 - Madrid, 8 janvier 2020), infante d’Espagne ;
  - Liliane Brousse, (Cannes, 27 septembre 1936 - ), actrice française ;
- 1937 :
  - Roger Bozzetto (Cannes, 26 février 1937 - Aix-en-Provence, Bouches-du-Rhône, 20 mars 2024), universitaire et critique littéraire français, spécialiste du fantastique et de la science-fiction ;
  - Jean Sobieski (Cannes, 15 novembre 1937 - ), acteur français et artiste peintre ;
- 1939 :
- Pierrette Brès (Cannes, 12 février 1939 - ), chroniqueuse hippique français ;
- Henri Bresc (Cannes, 12 décembre 1939 - ), historien médiéviste français ;
- 1940 :
  - Emmanuel Hocquard (Cannes ou Tanger ?, 11 avril 1940 - Mérilheu, Hautes-Pyrénées, 27 janvier 2019), poète et traducteur français ;
  - Robert Laugier (Cannes, 11 avril 1940 - ), footballeur français ;
  - Francis Giolitti (Cannes, 15 avril 1940 - ), homme politique français ;
  - Jean-Charles Terrassier (Cannes, 21 août 1940 - Nice, 1er janvier 2022), psychologue français ;
- 1941 :
  - Jean-Louis Hoffet (Cannes, 16 février 1941 - Strasbourg, Bas-Rhin, 18 juin 2023), pasteur réformé et homme politique français ;
  - Pierre Brochand (Cannes, 4 juillet 1941 - ), haut fonctionnaire français ;
- 1942 :
  - François Léotard (Cannes, 26 mars 1942 - Fréjus, Var, 25 avril 2023), homme politique français ;
  - Alain Veinstein (Cannes, 17 août 1942 - ), écrivain et poète français ;
  - Denise Bernhardt (Cannes, 24 novembre 1942 - ), poétesse française ;
- 1943 :
  - Michèle Bokanowski (Cannes, 9 août 1943 - ), compositrice française ;
  - Christian Le Hémonet (Cannes, 15 octobre 1943 - ), réalisateur et scénariste français ;
- 1944 :
  - Pierre Vermersch (Cannes, 7 juin 1944 - Chanteuges, Haute-Loire, 6 juillet 2020), psychologue et psychothérapeute de formation, chargé de recherche au CNRS ;
  - Jean-François Nahmias (Cannes, 15 décembre 1944 - ), auteur français ;
- Jean-Jacques Kantorow (Cannes, 3 octobre 1945 - ),  violoniste et chef d'orchestre français ;
- 1947 :
  - Christian de Dadelsen (Cannes, 20 janvier 1947 - ), journaliste français ;
  - Michel Cicurel (Cannes, 5 septembre 1947 - ), économiste et dirigeant d'entreprise français ;
- 1948 :
  - Georges Rodi (Cannes, 12 février 1948 - ),, compositeur et claviériste français ;
  - Jacques Israelievitch (Cannes, 6 mai 1948 - Toronto, 5 septembre 2015), violoniste français ;
- Evelina Pitti (Cannes, 25 mai 1949 - ), pianiste française d'origine italienne ;
- Renaud Pellegrino (Cannes, 194? - ), artisan français, créateur de sacs à main ;
- 1949 :
  - Pablito Picasso, (Cannes, 5 mai 1949 - Antibes, 12 juillet 1973), petit-fils de Pablo Picasso ;
  - Bob Telson, (Cannes, 14 mai 1949 - ), compositeur et pianiste américain ;
- 1950 : 
  - Richard Galliano, (Cannes, 12 décembre 1950 - ), accordéoniste et compositeur français ;
  - Marina Picasso, (Cannes, 15 novembre 1950 - ), écrivaine, petite-fille de Pablo Picasso ;
  - Dominique Darel, (Cannes, 1950 - Cannes, 4 juin 1978), actrice et mannequin français ;
  - María Poumier, (Cannes, 1950 - ), essayiste et réalisatrice de documentaires française ;
- 1951 :
  - Georges Autard, (Cannes, 17 avril 1951 - ), peintre et graveur français ;
  - Max Delys, (Cannes, 11 juillet 1951 - Cannes, 31 mai 1993), acteur français ;
- Jean-Luc Leguay (Cannes, 27 novembre 1952 - ), danseur, auteur, conférencier et formateur international français ;
- François Cérésa (Cannes, 26 juin 1953 - ), journaliste et écrivain français ;
- 1954 :
  - Norbert Turini (Cannes, 30 août 1954 - ), évêque français ;
  - Michel de Pracontal (Cannes, 1954 - ), journaliste scientifique français ;
- 1956 :
  - Gisèle Séginger, (Cannes, 1956 - ), universitaire française spécialiste de Flaubert ;
  - Brigitte Aubert, (Cannes, 17 mars 1956 - ), écrivaine française ;
  - Yann Collette (Cannes, 14 avril 1956 - ), acteur français ;
  - Jean-Pierre Truqui (Cannes, 7 juillet 1956 - ), footballeur français ;
  - Nadia Roman (Cannes, 15 septembre 1956 - ), auteure française ;
- Jean-Charles Orso (Cannes, 6 janvier 1958 - ), joueur de rugby à XV français ;
- 1959 : 
  - Michel Dussuyer, (Cannes, 28 mai 1959 - ), footballeur français ;
  - Marie-France van Helden, (Cannes, 30 septembre 1959 - ), patineuse de vitesse française ;
  - Tina Kieffer, (Cannes, 7 novembre 1959 - ), journaliste français ;
- 1961 :
  - Frédéric Boyer (Cannes, 2 mars 1961 - ), écrivain, traducteur et éditeur français ;
  - Bernard Occelli (Cannes, 20 mai 1961 - ), copilote de rallye français ;
  - Agnès Webster (Cannes, 29 mai 1961 - ), cheffe d'entreprise, dirigeante de la Parfumerie Fragonard ;
  - Bruno Vandelli (Cannes, 8 août 1961 - ), danseur et chorégraphe français ;
  - Bernard Casoni (Cannes, 4 septembre 1961 - ), footballeur français ;
- 1962 :
  - Emmanuelle Amsellem (Cannes, 22 juin 1962 - ), artiste-peintre non-figurative française ;
  - Yves Bertucci (Cannes, 24 octobre 1962 - ), footballeur puis entraineur français ;
  - Francesca Petitjean (Cannes, 30 novembre 1962 - ), culturiste français ;
- Gwenhaël de Gouvello (Cannes, 1er décembre 1964 - ), acteur, professeur de théâtre et metteur en scène français ;
- 1965 :
  - Catherine Guillouard, (Cannes, 23 janvier 1965 - ), PDG français de la Régie autonome des transports parisiens (RATP) ;
  - Élizabeth Mazev, (Cannes, 14 juin 1965 - ), comédienne et dramaturge française d'origine bulgare ;
  - Franck Neel, (Cannes, 8 juillet 1965 - ), acteur français ;
  - Alain Pégouret, (Cannes, 28 août 1966 - ), chef cuisinier français ;
  - Olivier Bajard, (Cannes, 21 octobre 1965 - ), pâtissier français, chocolatier et glacier, Meilleur ouvrier de France (MOF)
  - Frédéric Lanovsky (Cannes, 1965 - ), sculpteur français ;
  - Christian Rizzo (Cannes, 1965 - ), chorégraphe, scénographe, metteur en scène et artiste visuel français ;
- Cécile Dejoux (Cannes, 7 août 1966 - ), professeure française au Conservatoire national des arts et métiers ;
- 1967 :
  - Stéphane Bertrand (Cannes, 1967 - ), bassiste, compositeur français ;
  - Rachid Hafassa (Cannes, 25 novembre 1967 - ), acteur français ;
- René Rovera (Cannes, 21 avril 1968 - ), triathlète français, vainqueur sur triathlon Ironman ;
- 1969 :
  - Olivier Allinéi (Cannes, 14 février 1969 - ), joueur de basket-ball français ;
  - Pascale Bories (Cannes, 1er avril 1969 - ), femme politique française ;
  - Karyn Faure (Cannes, 5 mai 1969 - ), nageuse français ;
  - Sandrine Roustan-Bondi (Cannes, 4 septembre 1969 - ), directrice générale chargée du pôle Contenus de la RTBF ;
- 1970 :
  - Laura Favali (Cannes, 22 juin 1970 - ), actrice française, photographe et chanteuse ;
  - Bouchra Jarrar (Cannes, 14 novembre 1970 - ), couturière française ;
  - Philippe Tabarot (Cannes, 25 novembre 1970 - ), homme politique français ;
  - Jérôme Reybaud (Cannes, 1970 - ), réalisateur français ;
- 1971 :
  - Natacha Lesueur (Cannes, 1er août 1971 - ), photographe et plasticienne française ;
  - Christian Sinicropi (Cannes, 13 septembre 1971 - ), grand chef cuisinier français ;
  - Grégoire Eloy (Cannes, 1971 - ), photographe français, lauréat du Prix Niépce Gens d'Images en 2021 ;
- 1972 :
  - Franck Thomas (Cannes, 17 janvier 1972 - ), sommelier français ;
  - Yann Bonato, (Cannes, 4 mars 1972 - ), joueur de basket-ball français ;
  - Rose-Hélène Iché (Cannes, 17 mars 1972 - ), journaliste française et historienne de l'art ;
  - Jean-Pierre Gagick (Cannes, 17 juin 1972 - ), journaliste français et présentateur de télévision ;
- 1973 :
  - Christophe Cottet (Cannes, 8 janvier 1973 - ), footballeur ;
  - Johan Micoud (Cannes, 24 juillet 1973 - ), footballeur international français :
  - Jean-Christophe Donzion (Cannes, 1er septembre 1973 - ), joueur de volley-ball ;
  - Frédéric Brando (Cannes, 8 novembre 1973 - ), footballeur ;
- 1975 :
- Frédéric Cerulli, (Cannes, 10 février 1975 - ), réalisateur, scénariste et reporter ;
- Sako (Rodolphe Gagetta, dit) (Cannes, 27 mars 1975 - ), rappeur du duo Chiens de paille ;
- Hervé Koubi, (Cannes, 1975 - ), danseur et chorégraphe français ;
- 1976 :
  - Emmanuel Gras (Cannes, 8 février 1976 - ), réalisateur français et directeur de la photographie ;
  - Romain Ferrier (Cannes, 24 février 1976 - ), footballeur puis entraineur français ;
  - Alexandra Valetta-Ardisson (Cannes, 7 juin 1976 - ), femme politique française ;
  - Sébastien Vieilledent (Cannes, 26 août 1976 - ), rameur ;
- 1977 :
  - Benjamin Sportouch (Cannes, 16 février 1977 - ), journaliste français et animateur de radio ;
  - Frédéric Viale (Cannes, 26 mai 1977 - ), musicien français ;
  - Blandine Perroud (Cannes, 9 juin 1977 - La Tronche, 3 octobre 2013), parachutiste français, adjudant de l'École des troupes aéroportées (ETAP) ;
  - Loana Petrucciani (Cannes, 30 août 1977 - ), chanteuse française ;
  - Kim né Kim Stanislas Giani, (Cannes, 1977 - ), chanteur français et multi-instrumentiste ;
- 1978 :
- Erik de Villoutreys (Cannes, 29 janvier 1978 - ), guitariste français ;
- Caroline Deruas (Cannes, 1978 - ), réalisatrice française, scénariste, actrice et scripte ;
- 1979 :
  - Delphine Depardieu (Cannes, 8 mars 1979 - ), actrice française ;
  - Jean-René Lisnard (Cannes, 25 septembre 1979 - ), tennisman français ;
- 1980 :
  - Marina Kvaskoff (Cannes, 10 juillet 1980 - ), épidémiologiste française, chercheuse à l'INSERM ;
  - Yorick Treille (Cannes, 15 juillet 1980 - ), hockeyeur ;
  - Hélène Bouchet, (Cannes, 1980 - ), danseuse française du ballet de Hambourg ;
- 1981 :
  - Vincent Dubois (Cannes, 5 août 1981 - ), homme politique français ;
  - Karina Testa (Cannes, 5 août 1981 - ), actrice française ;
  - Grégory Béranger (Cannes, 27 août 1981 - ), footballeur français ;
  - Pamela Diop (Cannes, 18 octobre 1981 - ), productrice de cinéma franco-sénégalaise ;
- Franck Montanella (Cannes, 26 mars 1982 - ), rugbyman français ;
- 1983 :
  - Nora Hamzawi (Cannes, 29 avril 1983 - ), humoriste française, comédienne et chroniqueuse ;
  - Jennifer Ayache (Cannes, 9 novembre 1983 - ), auteure française, compositrice, interprète ;
- 1984 :
  - Hamed Namouchi (Cannes, 14 février 1984 - ), joueur puis entraîneur de football franco-tunisien ;
  - Cécilia Cara (Cannes, 5 juin 1984 - ), chanteuse française ;
  - Faïsal Arrami (Cannes, 27 juillet 1984 - ), boxeur français, psychothérapeute et coach mental français ;
  - Mickaël Cerielo (Cannes, 1er septembre 1984 - ), footballeur français ;
  - Céline Laporte (Cannes, 7 décembre 1984 - ), athlète seychelloise, spécialiste des épreuves combinées et du saut en longueur ;
- 1986 :
  - Steven Paulle, (Cannes, 10 février 1986 - ), footballeur français ;
  - Owlle née France Picoulet, (Cannes, 23 septembre 1986 - ), auteure-compositrice-interprète française ;
  - Sarah Bouhaddi, (Cannes, 17 octobre 1986 - ), footballeuse de l'équipe de France ;
- 1987 :
  - Mathieu Turi (Cannes, 17 janvier 1987 - ), réalisateur et scénariste français ;
  - Cylia (Cannes, 12 février 1987 - ), chanteuse française d'origine ivoirienne ;
  - Sandrine Gruda (Cannes, 25 juin 1987 - ), joueuse de basket-ball français ;
  - Fanny Polly (Cathy Palenne, dite) (Cannes, 1987 - ), rappeuse français ;
- 1988 :
  - William Accambray (Cannes, 8 avril 1988 - ), handballeur français ;
  - Anthony Modeste (Cannes, 14 avril 1988 - ), footballeur français ;
  - Joëlle Vallez (Cannes, 21 juin 1988 - ), trampoliniste française ;
  - Christophe Psyché (Cannes, 28 juillet 1988 - ), footballeur français ;
  - Tony Ramoin (Cannes, 23 décembre 1988 - ), snowboarder français ;
- 1989 :
  - Élodie Lorandi, (Cannes, 31 mai 1989 - ), nageuse française ;
  - Vincent Lacombe (Cannes, 12 septembre 1989 - ), volleyeur français ;
- 1990 :
  - Victor Dubuisson (Cannes, 22 avril 1990 - ), golfeur français ;
  - Johann Zarco, (Cannes, 16 juillet 1990 - ), pilote de moto français ;
- 1991 :
- William Debourges, (Cannes, 29 avril 1991 - ), nageur français ;
- Jimmy Raibaud, (Cannes, 13 novembre 1991 - ), coureur cycliste français ;
- 1992 :
  - Yann Tivoli, (Cannes, 23 janvier 1992 - ), joueur français de rugby à XV ;
  - Romain Arneodo, (Cannes, 4 août 1992 - ), joueur de tennis professionnel français ;
  - Norman Nato, (Cannes, 8 juillet 1992 - ), pilote automobile français ;
  - Valentin Prades (Cannes, 26 septembre 1992 - ), athlète français de Pentathlon Moderne ;
- 1993 :
  - Florian Marino, (Cannes, 3 juin 1993 - ), pilote de vitesse moto français ;
  - Brandon Maïsano, (Cannes, 24 juin 1993 - ), pilote automobile français ;
- Alan Techer, (Cannes, 8 septembre 1994 - ), pilote de vitesse moto français ;
- 1995 :
  - Jérémie Mouiel (Cannes, 4 mai 1995 - ), joueur de volley-ball français ;
  - Timothé Luwawu Cabarrot (Cannes, 9 mai 1995 - ), joueur de basket-ball français ;
  - Dylan Bronn (Cannes, 19 juin 1995 - ), footballeur français ;
- Mehdi Harbaoui (Cannes, 11 septembre 1996 - ), handballeur franco-tunisien ;
- 1998 :
- Léo Berdeu (Cannes, 13 juin 1998 - ), joueur international français de rugby à XV ;
- Dorian Boccolacci (Cannes, 9 septembre 1998 - ), pilote automobile français ;

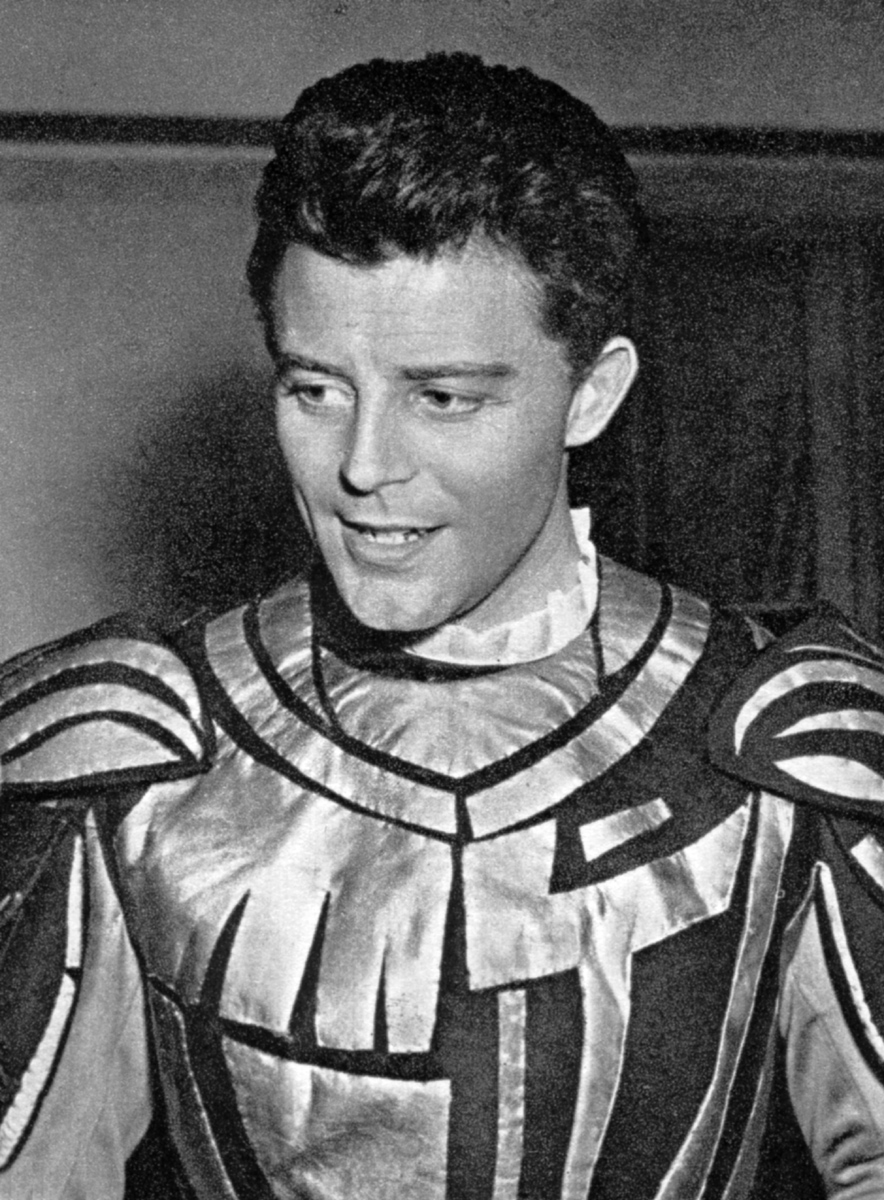
Gérard Philipe (Cannes, 1922 - Paris, 1959)
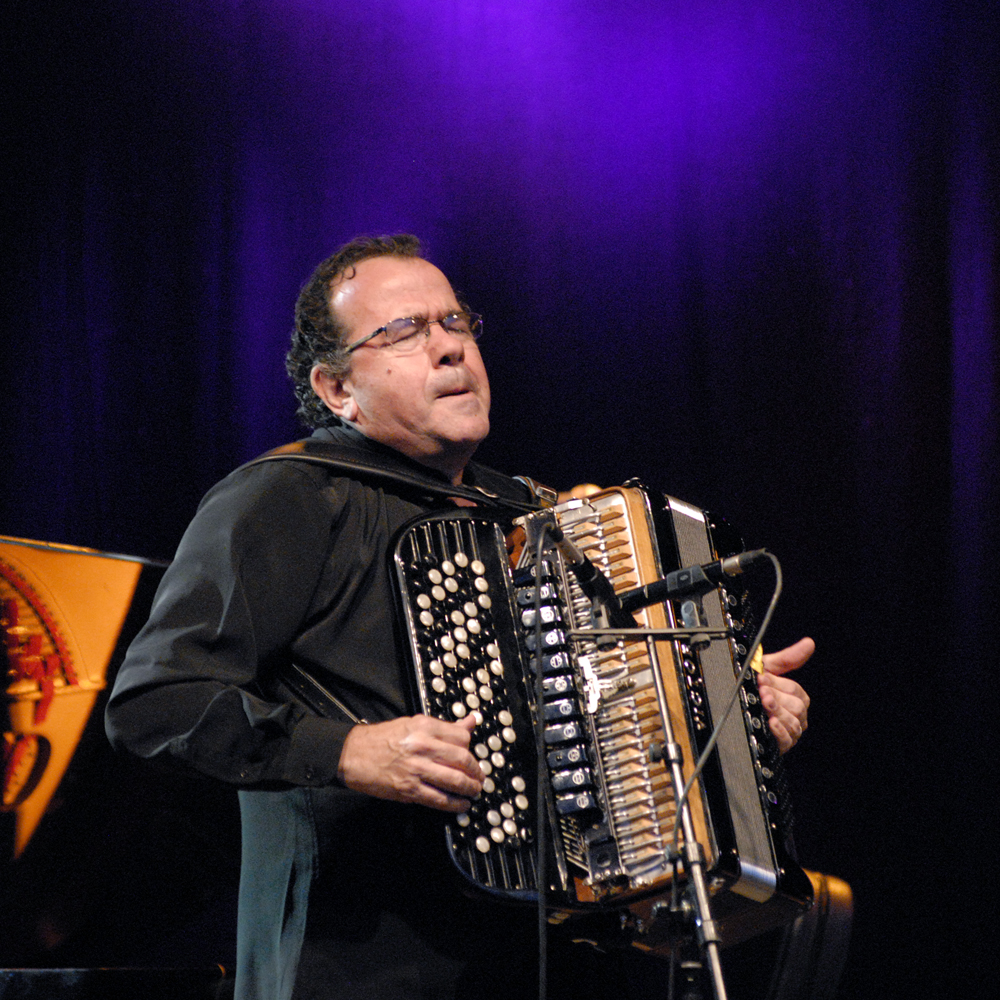
Richard Galliano (Cannes, 1950 - )
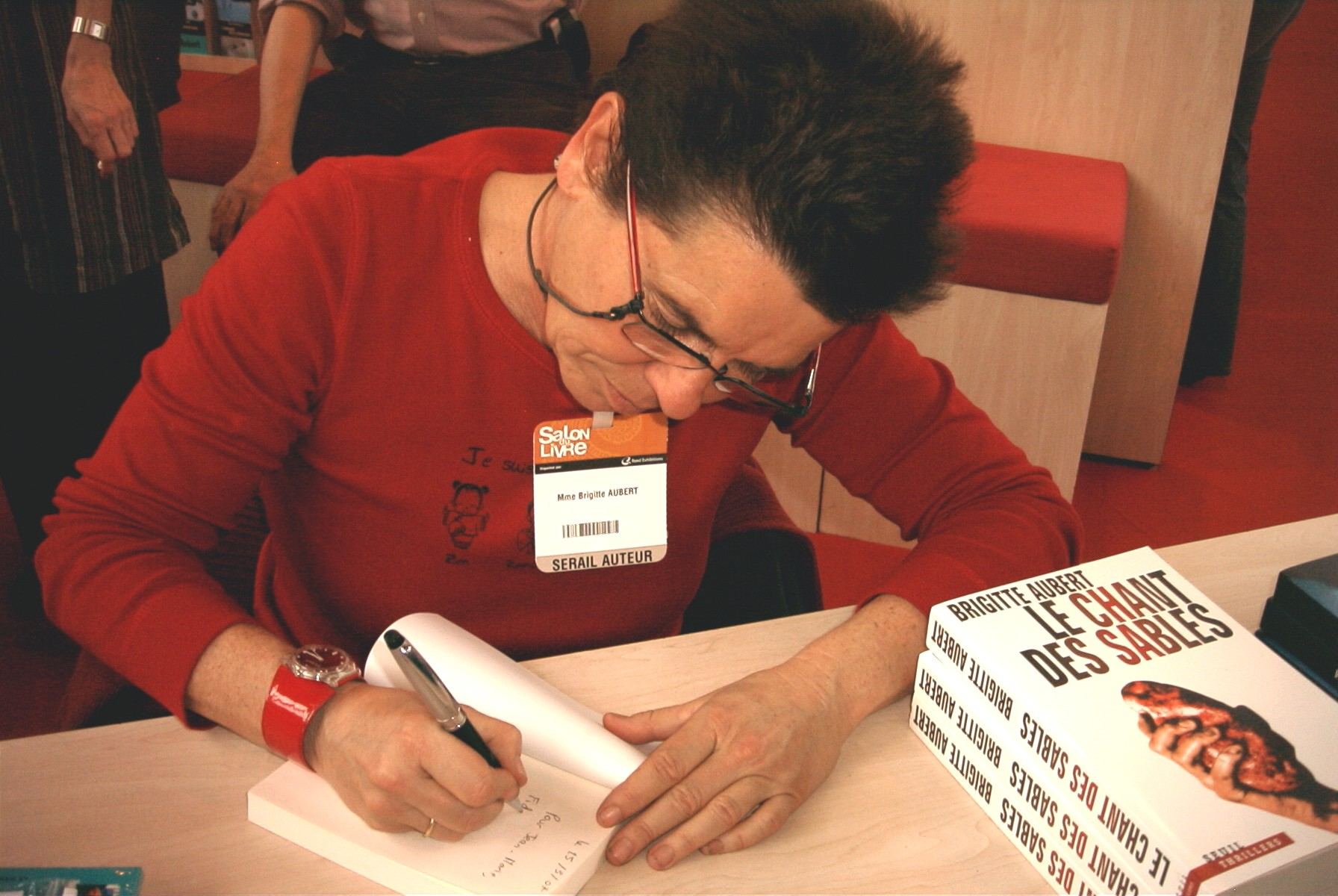
Brigitte Aubert (Cannes, 1956 - )
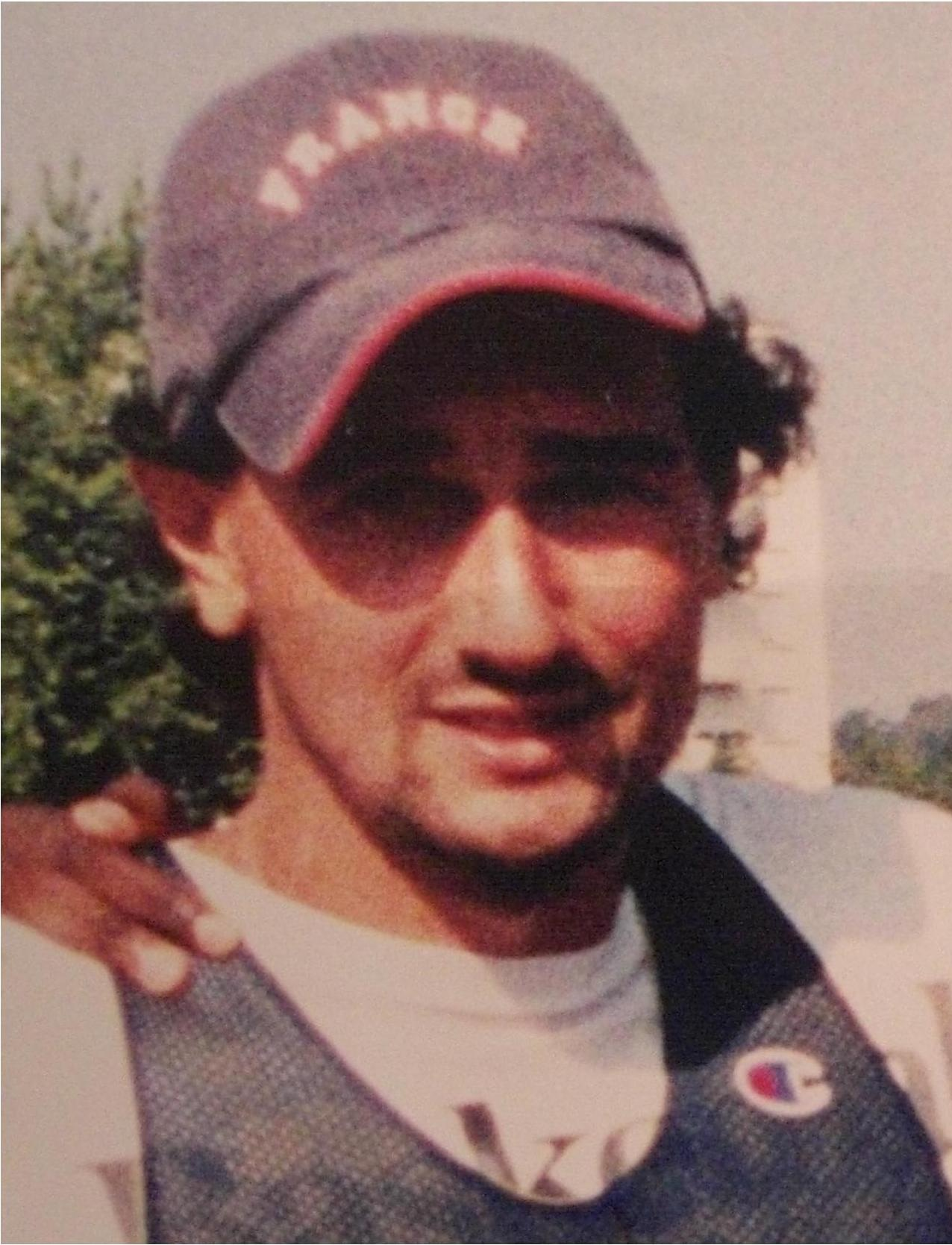
Yann Bonato (Cannes, 1972 - )
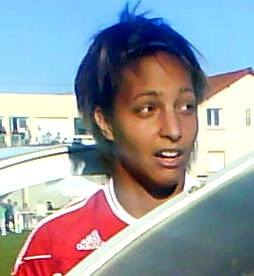
Sarah Bouhaddi, (Cannes, 1986 - )
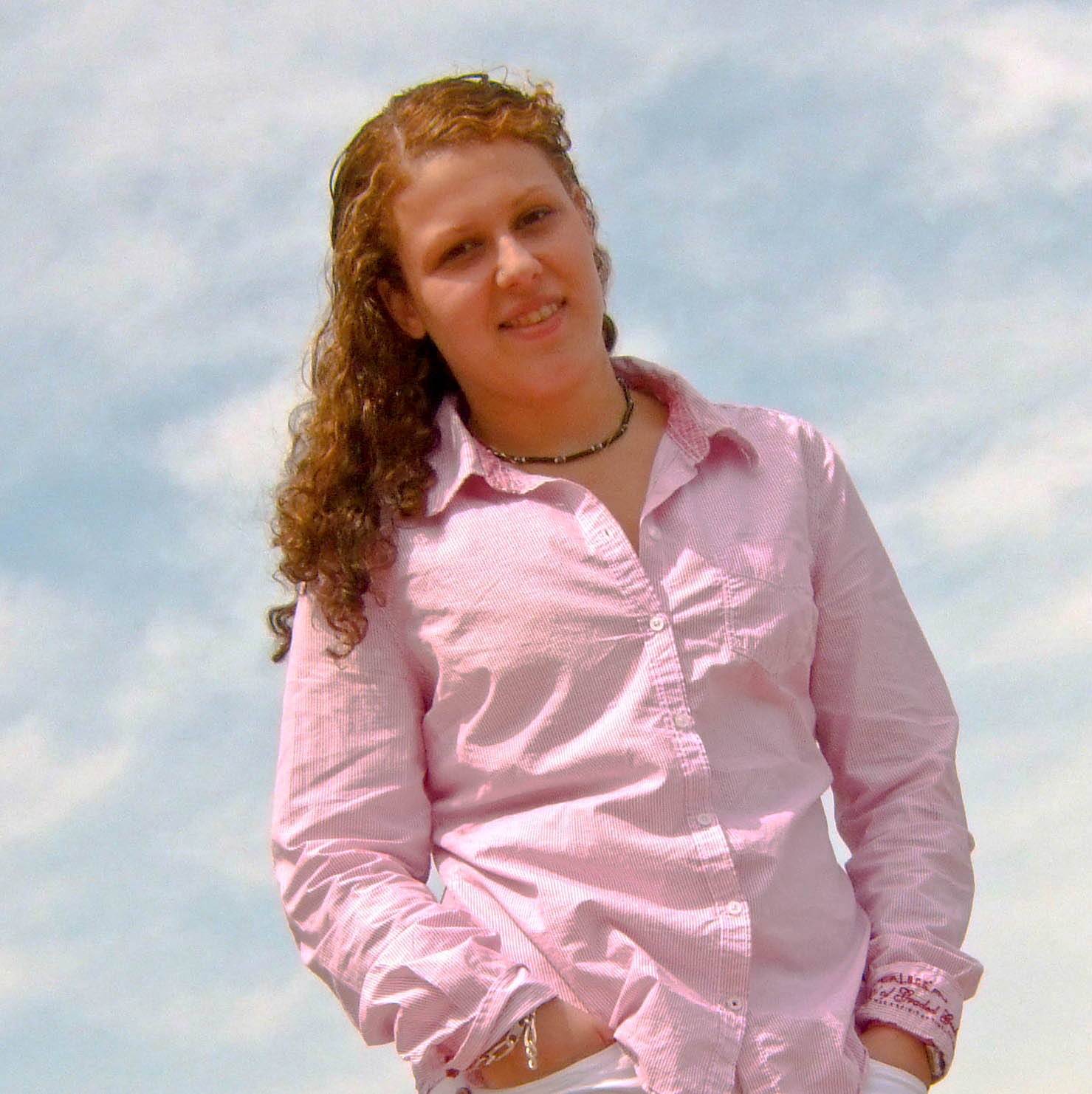
Élodie Lorandi (Cannes 1989 - )

### XXIesiècle
- Nabil Makni (Cannes, 29 septembre 2001 - ), footballeur international tunisien ;
- Lenny Martinez (Cannes, 11 juillet 2003 - ), coureur cycliste français ;
- Pacome Bricout (Cannes, 5 février 2005 - ), nageur français ;

## Personnalités ayant vécu à Cannes
Certaines personnalités ni nées, ni décédées à Cannes, sont liées à la ville pour y avoir vécu ou séjourné (par date de naissance) : 

### XIXesiècle
- Jean Macé (Paris, 1815 - Monthiers, 1894), membre-fondateur de la Ligue de l'enseignement, une école mixte porte son nom dans le centre-ville ;
- Gilbert Nabonnand (Grézolles, 1828 - Golfe-Juan, 1903), rosiériste et chef-jardinier de Lord Brougham ;
- Arthur Le Duc (Torigni-sur-Vire, 1848 - Antibes, 1918), sculpteur, statuaire et médailleur, sa veuve Marie Célestine Lecomte (1878 - 1939) a offert à la municipalité le groupe en bronze du square Prosper Mérimée Course libre à Rome, ou La Reprise du vainqueur, 1927. Le socle est réalisé par Sylvestre Auniac, sculpteur à Cannes[1] ;
- Auguste, Joseph Macé (1855 - ), notable, bon nombre de sites dans Cannes portent son nom ;
- Liane de Pougy (La Flèche, 2 juillet 1869 - Lausanne, 26 décembre 1950), propriétaire de la Villa Primavera à Cannes La Bocca ;
- Alexandrine de Mecklembourg-Schwerin, (Schwerin, Luxembourg 24 décembre 1879 - Copenhague, Danemark, 28 décembre 1952), reine du Danemark ;
- Pablo Picasso (Malaga, 25 octobre 1881 - Mougins, 8 avril 1973), a vécu entre 1955 et 1961 dans la « villa La Californie » d'où il a peint notamment La Baie de Cannes ;
- Ricord Laty (1885 - ?), notable, une rue située à la pointe Croisette porte son nom ;
- Maurice Chevalier (Paris, 20e arrondissement, 1888 - Paris, 15e arrondissement, 1972), dont la villa La Louque se trouve dans le quartier de La Bocca ;
- Sylvestre Auniac (Saint-Pargoire, 8 avril 1889 - Suresnes, 14 août 1928) sculpteur, auteur de plusieurs Monuments aux morts. Patron de la maison Sylvestre Auniac, sculpture artistique et industrielle à Cannes.

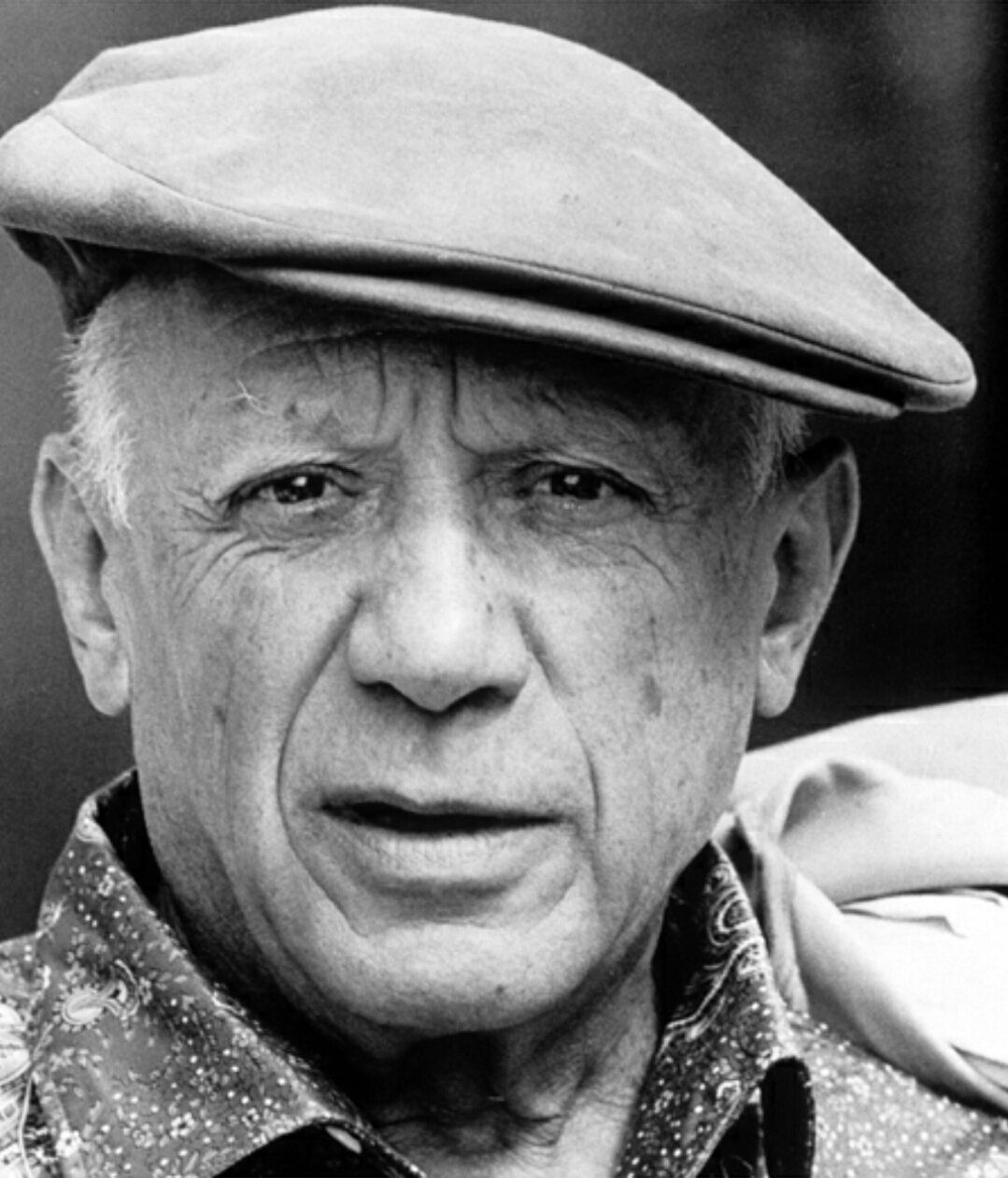
Pablo Picasso (Malaga, 1881 - Mougins, 1973)

### XXesiècle
- Emmanuel Bellini (Monaco, 1904 - Saint-Laurent-du-Var, 1989), artiste peintre ayant vécu à Cannes ;
- Hélène Vagliano (Paris, 1909 - Nice, 1944), résistante cannoise du réseau Tartane-Masséna, a vécu avec sa famille villa Champfleuri de 1927 à son arrestation le 28 juillet 1944, avant son assassinat le 15 août par la Gestapo à Nice ;
- Anne-Marie Dupuy (Pithiviers, 1920 - Paris, 2008), ancien maire de Cannes ;
- Gilbert Richard (Chépy, 1928 - ), producteur de télévision, il vit à Cannes ;
- Pierre Vouland (Caumont-sur-Durance, 1930 - Cannes, 2015), mainteneur et majoral du félibrige, romaniste, conseiller municipal sous le mandat d'Anne-Marie Dupouy puis adjoint au maire dans l'équipe de Bernard Brochand ; une allée de l'île Sainte-Marguerite porte son nom  ;
- Thérèse Pouget (Conrad, Montana, États-Unis, 1932 - 2023 ?), peintre naïve française a vécu Cannes[2] ;
- Bernard Brochand (Nice, 1938 - ), ancien maire de Cannes ;
- Michel Mouillot (Nice, 1943 - ), ancien maire de Cannes ;
- Philippe Monnet, (La Clusaz, 1959 - ), sportif, navigateur français et auteur d'œuvres littéraires ;
- Zinédine Zidane (Marseille, 1972 - ), footballeur anciennement licencié à Cannes.

## Personnalités décédées à Cannes
Certaines personnalités ayant vécu ou séjournées à Cannes y sont décédées sans pour autant y avoir été inhumées (par date de décès) :

### XVIIesiècle
- Jean Gardien Givry, (Vervins, 1647 - Cannes, île Sainte-Marguerite, date de décès inconnue), prédicateur protestant français ;

### XVIIIesiècle
- Honoré Méro, (Cannes, 16 novembre 1736 - Cannes, 15 novembre 1784), poète français ;
- François Petitjean, (Vellexon, Haute-Saône, 6 février 1741 - Cannes, île Sainte-Marguerite, 8 décembre 1794), général de la Révolution française ;

### XIXesiècle
- Jean Couderc (Lyon, 9 mai 1770 - Cannes, 6 avril 1852), homme politique français ;
- Alexis de Tocqueville (Paris, 29 juillet 1805 - Cannes, 16 avril 1859),  magistrat, écrivain, historien, académicien, voyageur, philosophe, politiste et homme politique français ;
- Charles Antoine Poirée (Paris, 20 juin 1815 - Cannes, 7 avril 1860), ingénieur français ;
- Léon Péan de Saint-Gilles (Paris, 4 janvier 1832 - Cannes, 22 mars 1863), chimiste français ;
- 1866 :
- Joseph Vantini (Île d'Elbe, 11 juillet 1808 - Cannes, 16 mars 1866), général d'armée français ;
- Charles Grant (Calcutta, Inde, 26 octobre 1778 – Cannes, 23 avril 1866), homme politique et administrateur colonial écossais ;
- 1867 :
  - Victor Cousin (Paris, 28 novembre 1792 - Cannes, 14 janvier 1867), philosophe et homme politique français ;
  - Eugène Appert, (Angers, 28 décembre 1814) - Cannes, 8 mars 1867), peintre français ;
  - Auguste Perdonnet (Paris, 12 mars 1801 - Cannes, 27 septembre 1867), ingénieur français ;
- 1868 :
  - Amédée de Pérusse des Cars (Chambéry, 30 septembre 1790 - Cannes, 19 janvier 1868), général et homme politique français ;
  - Henry Brougham (Édimbourg, 19 septembre 1778 - Cannes, 7 mai 1868), homme politique, orateur et écrivain britannique ;
- 1870 :
  - Auguste Regnaud de Saint-Jean d'Angély (Paris, 30 juillet 1794 - Cannes, 1er février 1870), maréchal de France ;
  - Prosper Mérimée (Paris, 28 septembre 1803 - Cannes, 23 septembre 1870), écrivain, historien et archéologue français ;
- Joseph Grandval (Ajaccio, 10 novembre 1798 - Cannes, 12 mai 1872), industriel français du sucre ;
- Pauline de Witt (Paris, 22 juin 1831 - Cannes, 28 février 1874), historienne française ;
- 1875 :
  - François Marie Hyacinthe Dahirel (Ploërmel, 15 octobre 1804 - Cannes, 6 février 1875), homme politique français ;
  - Émile Galichon (Paris, 15 décembre 1829 - Cannes, 8 février 1875), historien, critique d'art et collectionneur d'art français ;
- Pierre-Léon Bérard de Chazelles (Clermont-Ferrand, 15 mars 1804 - Cannes, 5 décembre 1876), homme politique français ;
- Ernest-Eugène Duboys (Angers, 16 janvier 1808 - Cannes, 30 avril 1877), homme politique français ;
- Jean Laffay (Paris, 17 août 1795 - Cannes, 15 avril 1878), rosiériste obtenteur français ;
- 1879 :
  - Charles-Marie de Bryas (Paris, 3 octobre 1820 - Cannes, 16 février 1879), homme politique français ;
  - Eugène Millet (Paris, 21 mai 1819 - Cannes, 20 février 1879), architecte français ;
  - Paul de Tour et Taxis (Donaustauf, 27 mai 1843 - Cannes, 10 mars 1879), prince allemand ;
- 1881 : 
  - César Arthaud de La Ferrière (Lyon, 20 avril 1804 - Cannes, 2 avril 1881), homme politique français, chambellan de Napoléon III ;
  - Ernest Lafond (Paris, 29 janvier 1807 - Cannes, 30 décembre 1881), homme de lettres, historien de la littérature et traducteur français ;
- 1882 :
  - Berthold Auerbach (Horb am Neckar,  28 février 1812 - Cannes, 8 février 1882), écrivain allemand ;
  - Louis Blanc (Madrid, 29 octobre 1811 - Cannes, 6 décembre 1882), journaliste, historien français ;
- 1883 :
  - Étienne Pouliot (Saint-Junien, 20 décembre 1843 - Cannes, 10 janvier 1883), homme politique français ;
  - Adolphe-Joseph Huot (Paris, 15 novembre 1839 - Cannes, 19 février 1883), graveur français ;
  - Alfred de Salignac-Fénelon (Francfort, 6 avril 1810 - Cannes, 2 mars 1883), diplomate et homme politique français ;
  - John McNeill (Colonsay, Écosse, 12 août 1795 - Cannes, 17 mai 1883), chirurgien et diplomate britannique ;
  - Paul-Émile Daurand-Forgues (Paris, 20 avril 1813 - Cannes, 22 octobre 1883), journaliste, critique littéraire et écrivain français ;
  - Charles Ignace Auguste Jacques Offenbach (Paris, 24 mai 1862 - Cannes, 7 décembre 1883), compositeur français ;
- 1884 :
  - Ferdinand Moreau (Paris, 20 janvier 1826 - Cannes, 26 mars 1884), agent de change et homme politique français ;
  - Léopold d'Albany (Londres, Palais de Buckingham, 7 avril 1853 - Cannes, 28 mars 1884), membre de la famille royale britannique ;
  - Jean-Baptiste Dumas (Alès, (27 messidor an VIII) 16 juillet 1800 - Cannes, 11 avril 1884), chimiste, pharmacien et homme politique français ;
- John Francis Campbell (Islay, Écosse, 29 décembre 1821 - Cannes, 17 février 1885), auteur et celtiste écossais ;
- 1886 :
  - Léopold d'Anhalt (Dessau, 18 juillet 1855 – Cannes, 2 février 1886), prince allemand ;
  - Pierre Loison (Mer, Loir-et-Cher, 5 juillet 1816 – Cannes, 3 février 1886), sculpteur français ;
  - Prosper Giquel (Lorient, 20 novembre 1835 – Cannes, 19 février 1886), officier de marine français ;
  - Camille Dognin (Lyon, 28 janvier 1812 – Cannes le 17 novembre 1886, industriel et botaniste amateur français ;
- 1887 :
  - Augustus William Lumley-Savile (Londres, 5 décembre 1928 ou 1829 - Cannes, 13 avril 1887), propriétaire foncier anglais et maître adjoint des cérémonies de la reine Victoria ;
  - Victor Ruprich-Robert (Paris, 18 février 1820 - Cannes, 7 mai 1887), architecte français, architecte en chef des monuments historiques ;
  - Pierre Millière (Saint-Jean-de-Losne, 1er décembre 1811 - Cannes, 29 mai 1887), entomologiste français ;
  - Marguerite Boucicaut (Verjux, 3 janvier 1816 - Cannes, 8 décembre 1887), femme d’affaires et bienfaitrice française ;
- 1888 :
  - Jean-Baptiste Pally (Marseille, 7 janvier 1843 - Cannes, 27 janvier 1888), homme politique français ;
  - Henry Sumner Maine (Kelso, 15 août 1822 - Cannes, 3 février 1888), juriste et anthropologue britannique ;
  - Ludvig Nobel (Stockholm, 27 juillet 1831 - Cannes, 12 avril 1888), ingénieur suédois ;
  - Thomas Robinson Woolfield (Birmingham, 18 février 1800 - Cannes, 28 avril 1888), promoteur immobilier britannique ;
  - André Barbes (Lorgues, 27 janvier 1844 - Cannes, 19 juin 1888), journaliste et homme politique français ;
- Émile Guiard (Paris, 22 mai 1852 - Cannes, 1er février 1889), bibliothécaire et auteur dramatique français ;
- 1890 :
  - Jean-Jacques Le Normant de Flaghac (Saint-Amant-Tallende, 5 novembre 1816 - Cannes, 25 avril 1890), homme politique français ;
  - César De Paepe (Ostende, 12 juillet 1841 - Cannes, 19 décembre 1890), homme politique et sociologue français ;
- James Charles Henry Colquhoun (Londres, 1er février 1824 - Cannes, 22 mars 1891), diplomate britannique  ;
- 1892 :
  - Joseph Contini (Miland, Norvège 15 novembre 1827 - Cannes, 21 janvier 1892), peintre et photographe français ;
  - Eugène Lefaucheux (Paris, 1er arrondissement, 14 septembre 1832 - Cannes, 24 mars 1892), armurier français ;
  - William Bonaparte-Wyse (Waterford, 20 janvier 1826 - Cannes, 3 décembre 1892), poète irlandais de langue d'oc ;
- Constant Lamy (Éteignières, Ardennes, 1er janvier 1826 - Cannes, 19 novembre 1893), général français ;
- 1894 :
  - Charles Besselièvre (Maromme, 23 janvier 1830 - Cannes, Villa Pepita, 14 impasse de Pierval, 13 janvier 1894), industriel et homme politique français ;
  - Eugène Nus (Chalon-sur-Saône, 21 novembre 1816 - Cannes, 17 janvier 1894), auteur dramatique, romancier, poète et humoriste français ;
  - Antoine Léandre Sardou (Le Cannet, 19 janvier 1803 - Cannes, 14 octobre 1894), érudit, pédagogue et lexicographe français ;
- 1895 :
  - Benjamin Godard (Paris, 18 août 1849 - Cannes, 10 janvier 1895), compositeur français ;
  - Edmond de Pourtalès-Gorgier (Paris, 6 avril 1828 - Cannes, 23 mars 1895), banquier, officier et homme politique français d'origine suisse ;
  - Cyril Clerke Graham (Kirkstall, 6 mars 1834 - Cannes, 9 mai 1895), explorateur et diplomate britannique ;
  - Louis Narcisse Chopart (Rouen, 6 mai 1806 - Cannes, 7 juin 1895), vice-amiral français ;
- 1896 :
  - Gaspard André (Lyon, 16 mars 1840 - Cannes, 12 février 1896), architecte français ;
  - Cyprien Fabre (Marseille, 16 février 1838 - Cannes, 8 mars 1896), armateur français issu d'une des plus riches familles de négociants de Marseille ;
  - Charílaos Trikoúpis (Nauplie, 11 juillet 1832 - Cannes, 11 avril 1896), homme politique grec ;
- Frédéric-François III de Mecklembourg-Schwerin (Ludwigslust, 19 mars 1851 - Cannes, 10 avril 1897), quatrième et avant-dernier grand-duc de Mecklembourg-Schwerin de 1883 à 1897 ;
- 1898 :
  - Pierre-Louis-Marie Cortet (Château-Chinon, 7 mars 1817 - Cannes, 16 février 1898), évêque français de Troyes ;
  - Auguste Brachet (Tours, 29 juillet 1845 - Cannes, 31 mai 1898), grammairien autodidacte français ;
- Monier Monier-Williams (Bombay, 12 novembre 1819 - Cannes, 11 avril 1899), indianiste britannique ;

### XXesiècle
- 1900 :
  - Xavier Ruel (Annonay, Ardèche, 12 novembre 1822 - Cannes, 30 janvier 1900), commerçant, philanthrope et homme politique français, fondateur du BHV ;
  - Karel Ooms (Dessel, Belgique, 27 janvier 1845 - Cannes, 18 mars 1900), peintre belge ;
  - Tinco Martinus Lycklama à Nijeholt (Lançon-Provence, 9 juillet 1837 - Cannes, 7 décembre 1900), aristocrate originaire de la Frise (Pays-Bas), riche aventurier et mondain ;
  - Henri Brocard (Paris, 23 juillet 1839 - Cannes, 16 décembre 1900), parfumeur et collectionneur français ;
  - Emmanuel Signoret (Lançon-Provence, 14 mars 1872 - Cannes, 20 décembre 1900), poète et critique d'art français (inhumé au cimetière du Grand Jas) ;
- 1902 :
  - Jules Girard (Paris, 24 février 1825 - Cannes, 30 mars 1902), helléniste français ;
  - Louis Nouveau (Lyon, 24 mars 1825 - Cannes, 13 mai 1902), architecte de villas et d'hôtels à Cannes, ainsi que de l'église russe Saint-Michel-Archange ;
- 1903 :
- Ivan Terechtchenko (Gloukhov, Empire Russe (de nos jours en Ukraine, 1854 - Cannes, 24 février 1903), philanthrope, collectionneur et grand propriétaire terrien ;
- Gaston Paris (Avenay, Marne, 9 août 1839 - Cannes, 5 mars 1903), médiéviste et philologue ;
- 1904 :
  - Honoré-Marie-Joseph Duveyrier dit Mélesville fils (Paris, 18 décembre 1820 - Cannes, 6 février 1904), auteur dramatique français ;
  - Alice Bron (Bruxelles, 28 octobre 1850 - Cannes, 26 février 1904), femme politique belge ;
- 1905 : 
  - Carolina Rosati née Carolina Galletti (Bologne, Italie, 13 décembre 1826 - Cannes, mai 1905 : mais aucune trace de son acte de décès aux AD 06), danseuse italienne qui s'est rendue célèbre par ses prestations avec le Ballet de l'Opéra de Paris et le Ballet impérial de Saint-Pétersbourg ;
  - Savva Morozov (Orekhovo-Zouïevo, Russie, 3 février 1862 - Cannes, 13 mai 1905), industriel et mécène russe ;
- Paul-Louis de Leusse (Paris, 28 avril 1835 - Cannes, 12 mars 1906), homme politique français ;
- Spencer Cavendish, (Londres, 23 juillet 1833 - Cannes, 24 mars 1908), homme politique britannique ;
- 1909 :
  - Marie-Thérèse de Bourbon-Siciles, (Zurich, 15 janvier 1867 - Cannes, 1er mars 1909), princesse consort de Hohenzollern ;
  - Adhémar Passérieu, (Brantôme, Dordogne, 13 mai 1841 - Cannes, 7 mars 1909), militaire français ;
  - Michel Nikolaïevitch de Russie (Peterhof, 13 octobre 1832 - Cannes, 18 décembre 1909), membre de la famille impériale de Russie ;
- 1910 :
  - Raoul Marie Donop, (Paris, 28 janvier 1841 - Cannes, 27 janvier 1910), général français ;
  - Arthur de Chabaud-Latour, (Paris, 6 juin 1839 - Cannes, 20 février 1910), homme politique et militaire français ;
  - Jeanne Marnière née Marie Françoise Jeanne Barousse, (Toulouse, Haute-Garonne, 18 août 1851 - Cannes, 4 mars 1910), femme de lettres française ;
- Édouard Dupont (Dinant, Belgique, 30 janvier 1841 - Cannes, 31 mars 1911), géologue, précurseur de la paléontologie et préhistorien belge ;
- Louis Delaunay-Belleville, (Corbeil, 20 novembre 1843 - Cannes, 10 février 1912), ingénieur et industriel français ;
- 1913 :
  - Léon Teisserenc de Bort (Paris, 5 novembre 1855 - Cannes, 2 janvier 1913), météorologue français ;
  - Paul Thureau-Dangin (Paris, 14 décembre 1837 - Cannes, 24 février 1913), publiciste, auditeur au Conseil d'État et historien français ;
  - Natalia Alexandrovna Pouchkina (Saint-Pétersbourg, 23 mai 1836 - Cannes, 14 mai 1913), princesse russe, épouse morganatique du prince Nicolas de Nassau ;
- 1914 :
  - Pierre Marmottan (Valenciennes, 30 août 1832 - Cannes, 6 janvier 1914), homme politique français ;
  - Eugénie Sorandi (Lyon, Rhône, 5 octobre 1844 - Cannes, 27 janvier 1914), chanteuse lyrique et professeur française ;
  - Pierre-Émile Rouard (Montigny-sur-Aube, Côte d'Or, 24 novembre 1839 - Cannes, 19 février 1914), prélat français, évêque de Nantes ;
- Charles Baron (Marseille, 16 janvier 1836 - Cannes, 2 mai 1915), architecte français ;
- 1916 :
  - Joseph Fabre né Amans Joseph Fabre (Rodez, 9 décembre 1841 - Cannes, 1er février 1916), écrivain, historien et homme politique français ;
  - Stanislas Torrents (Marseille, 23 mai 1839 - Cannes, 6 novembre 1916), artiste peintre français ;
- 1918 :
  - Louis Gaëtan Dimier de La Brunetière (Châteaudun, 7 janvier 1849 - Cannes, 18 mars 1918), général français ;
  - Anina Gagarine-Sturdza (Odessa, 1er juin 1865 - Cannes, 14 avril 1918), princesse, artiste peintre, écrivain et compositrice. Inhumée au Cimetière du Grand Jas : 16Fi9 ;
  - Raymond Duchamp-Villon (Damville, 5 novembre 1876 - Cannes, 9 octobre 1918), sculpteur français ;
- 1919 :
  - Félix Pille, (Cannes, 13 octobre 1848 - Cannes, 25 mai 1919), peintre français ;
  - Marie van Zandt (New York, 8 octobre 1858 - Cannes, 31 décembre 1919), cantatrice américaine ;
- 1920 :
  - Louis d’Orléans-Bragance (Petrópolis, Brésil, 26 janvier 1878 - Cannes, 26 mars 1920), aristocrate ;
  - Armand Gautier (Narbonne, Brésil, 26 janvier 1878 - Cannes, 27 juillet 1920), chimiste français ;
  - Louis Hourlier (Marseille, 8 janvier 1847 - Cannes, 7 novembre 1920), architecte français ;
- 1922 :
- Anne de Guigné (Annecy-le-Vieux, 25 avril 1911 - Cannes, 14 janvier 1922), déclarée vénérable par le pape Jean-Paul II ;
- John Taylor (Coddenham, Suffolk, 20 octobre 1834 - Cannes, 21 avril 1922), jardinier paysagiste anglais, devenu agent immobilier sur la Côte d'azur ;
- 1923 :
  - François Gaudart (Karikal, Inde française, 12 janvier 1844 - Cannes, 6 juin 1923), industriel français et le premier maire élu de Karikal ;
  - Georges Croegaert (Anvers, 7 octobre 1848 - Cannes, 23 août 1923), peintre académique belge ;
  - Léon Gruel (Paris, 14 mai 1841 - Cannes, 7 novembre 1923), relieur français ;
  - Raoul Verlet (Angoulême, 7 septembre 1857 - Cannes, 1er décembre 1923), sculpteur français ;
- Stéphen Liégeard (Dijon, 29 mars 1830 - Cannes, 29 décembre 1925), avocat, haut fonctionnaire, homme politique, écrivain et poète français ;
- 1926 : 
  - Georges Clémansin du Maine (Nantes, 12 mars 1853 - Cannes, 15 janvier 1926), comte, peintre français ;
  - Giovanni Amendola (Naples, 15 avril 1882 - Cannes, 7 avril 1926), homme politique italien ;
  - Charles Bonnier (Templeuve, 7 juin 1863 - Cannes, 31 décembre 1926), linguiste et militant politique français ;
- 1927 :
  - Jacques Marie Armand de Mas-Latrie (Paris, 23 janvier 1851 - Cannes, 20 janvier 1927), général français de la Première Guerre mondiale ;
  - Jean-Jacques Moreau (Saint-Quentin, Aisne, 14 avril 1899 - Cannes, 5 novembre 1927),  artiste peintre et dessinateur français ;
- 1928 : 
  - Mortimer Barnett Davis (Montréal, 6 février 1866 - Cannes, 22 mars 1928, homme d'affaires et philanthrope canadien ;
  - Laurent Vianay (Lyon, 10 octobre 1843 - Cannes, 24 avril 1928), architecte français ;
  - Gabriel Baron (Marseille, 23 décembre 1859 - Cannes, 22 octobre 1928), homme politique français ;
- Émilie Broisat (Paris, 30 novembre 1846 - Cannes, 29 août 1929), actrice française ;
- 1930 : 
  - Adrien Gaudin de Villaine (Moulines, Manche, 12 décembre 1852 - Cannes, 28 mai 1930), militaire et homme politique français ;
  - André Capron (Paris, 12e arrondissement, 23 août 1854 - Cannes, 18 octobre 1930), homme politique ;
- 1931 :
  - Emmanuel d'Orléans (Mérano, Maia Alta (Obermais), Italie, 18 janvier 1872 - Cannes, 1er février 1931), membre de la maison d’Orléans, apparenté à la famille royale belge ;
  - Paul Seelig (Copenhague, Danemark, 5 octobre 1900 - Cannes, 1er juin 1931), acteur suédois ;
  - Herbert Baddeley (Bromley, 11 janvier 1872 - Cannes, 20 juillet 1931), tennisman britannique ;
  - Louise de Goussaincourt de Gauvain (Nancy, Meurthe-et-Moselle, 2 mars 1849 - Cannes, 17 octobre 1931), peintre et aquarelliste française ;
  - Albéric d'Espeuilles (Paris, 12 novembre 1840 - Cannes, 23 novembre 1931), homme politique français ;
- Georges Ladoux (Beauchastel, 21 mars 1875 - Cannes, 20 avril 1933), officier français ;
- 1934 :
  - Albert Chrétien (Paris, 4e arrondissement, 21 avril 1890 - Cannes, 21 janvier 1934), champion de natation français ;
  - Brand Whitlock (Urbana, Ohio, 4 mars 1869 - Cannes, 24 mai 1934), diplomate et écrivain politique américain ;
  - Alphonse de Bourbon-Siciles (Caserte, Italie, 28 mars 1841 - Cannes, 26 mai 1934), aristocrate ;
  - Louis Modeste Leroy (Évreux, Eure, 22 mars 1855 - Cannes, 25 décembre 1934), homme politique français  ;
- 1935 :
  - Richard Paraire (Paris, 9e arrondissement, 30 janvier 1869 - Cannes, 22 avril 1935),  peintre et photographe français ;
  - Charles Bonnefon (Alès, 5 octobre 1871 - Cannes, 7 mai 1935), journaliste écrivain, philosophe et historien français ;
- 1938 :
  - Charles Samuel (Bruxelles, Belgique, 29 décembre 1862 - Cannes, 31 janvier 1938), sculpteur et médailleur belge ;
  - Daria Pratt (Cleveland, Ohio, 21 mars 1859 - Cannes, 26 juin 1938), golfeuse américaine ;
  - Émile Taufflieb (Strasbourg, Bas-Rhin, 22 mai 1857 - Cannes, 1er décembre 1938), général français de la Première Guerre mondiale et sénateur du Bas-Rhin ;
- 1939 :
  - Ludovic Gervaize (Nancy, Meurthe-et-Moselle, 15 février 1857 - Cannes, 9 décembre 1939), homme politique français  ;
  - Maxime Laubeuf (Poissy, Seine-et-Oise, 23 novembre 1864 - Cannes, 23 décembre 1939), ingénieur naval français ;
- 1940 :
  - Maxine Elliott (Rockland, Maine, États-Unis, 5 février 1868 - Cannes, 5 mars 1940), comédienne américaine ;
  - Henri Jooris (Lille, Nord, France, 23 avril 1879 - Cannes, 29 mars 1940), personnalité française du sport ;
  - Victor Ernest (Bruxelles, 7 mars 1875 - Cannes, 4 août 1940), homme politique belge ;
  - Louis Louis-Dreyfus (Zurich, 6 septembre 1867 - Cannes, 10 novembre 1940), homme politique français ;
- 1941 :
  - Amélie Diéterle (Strasbourg, 20 février 1871 - Cannes, 20 janvier 1941), comédienne français de théâtre, de cinéma muet et d'opéra de la Belle Époque ;
  - Jacques Worth (Suresnes, 19 août 1882 - Cannes, 23 janvier 1941), couturier et joueur de tennis français ;
  - Nicolae Titulescu (Craiova, Roumanie 4 mars 1882 - Cannes, 17 mars 1941), diplomate et homme politique roumain ;
  - Octave Homberg (Paris, 7e arrondissement 19 janvier 1876 - Cannes, 9 juillet 1941), diplomate, financier et historien français ;
  - Galandou Diouf (Saint-Louis, Sénégal 14 septembre 1875 - Cannes, 6 août 1941), homme politique français ;
  - Henry Dérieux (Le Passage, Isère, 15 avril 1891 - Cannes, 23 octobre 1941, poète français ;
  - Émile Moure (Bordeaux, Gironde, 1er août 1855 - Cannes, 28 novembre 1941, médecin français, à l'origine de l'oto-rhino-laryngologie (ORL) ;
- 1942 :
  - Leonetto Cappiello (Livourne, Italie 9 avril 1875 - Cannes, 2 février 1942), artiste peintre ;
  - Nikólaos Polítis (Corfou , Grèce 1872 - Cannes, 4 mars 1942), diplomate et homme politique grec ;
- Archibald Warden (Édimbourg, Écosse 11 mai 1869 - Cannes, 7 octobre 1943), médecin et joueur de tennis écossais ;
- 1944 :
  - Tony Minartz (Antoine Guillaume Minartz, dit), (Cannes, 28 avril 1870 - Cannes, 13 décembre 1944), peintre, dessinateur, illustrateur et graveur français ;
  - Paul Masson (Mostaganem, 11 octobre 1876 - Cannes, 23 décembre 1944), pistard français ;
- Baba de Faucigny-Lucinge, (Londres, 10 octobre 1902 - Cannes, 21 décembre 1945), mannequin français d'origine britannique ;
- Claude Roland, (Bordeaux, 13 février 1872 - Cannes, 27 novembre 1946), auteur dramatique et chansonnier français ;
- Ferdinand Sinet né Louis René Ferdinand Sinet, (Villennes-sur-Seine, Yvelines, 1862) - Cannes, 15 septembre 1947), peintre, portraitiste et portraitiste canin français ;
- 1948 :
  - Émile Dutilleul, (Lourches, 14 avril 1883 - Cannes, 18 février 1948), homme politique, trésorier national du Parti communiste français ;
  - Louis Pastour, (Cannes, 26 juin 1876 - Cannes, 6 décembre 1948), peintre français ;
- 1949 :
  - Marius Berliet (Lyon, 21 janvier 1866 - Cannes, 17 mai 1949), constructeur automobile français fondateur de la marque Berliet ;
  - Klaus Mann (Munich, 18 novembre 1906 - Cannes, 21 mai 1949), écrivain allemand, naturalisé américain ;
- 1951 :
  - René Jarry-Desloges (Sedan, (Ardennes), 19 février 1868 - Cannes, 1er juin 1951), astronome et scientifique français ;
  - Paul Girod (Fribourg, 17 avril 1878 - Cannes, 6 décembre 1951), industriel suisse ;
- 1952 :
  - Édouard Henry-Baudot (Nancy, Meurthe-et-Moselle, 18 mai 1871 - Cannes, 2 février 1952), peintre et graveur postimpressionniste français ;
  - Camille Rocher (La Côte-Saint-André, Isère, 8 octobre 1877 - Cannes, 19 décembre 1952), homme politique français ;
- André Payer (Paris, 18e arrondissement, 30 novembre 1877 - Cannes, 14 juin 1953), homme politique français ;
- 1954 :
  - Ange-Jean Guépin (Bordeaux, 16 octobre 1866 - Cannes, 27 février 1954), médecin français ;
  - Delfoly (Valenciennes, 27 décembre 1884 - Cannes, 9 juin 1954), sculpteur et céramiste français ;
- 1955 :
  - Olga Khokhlova (Nijyn, 17 juin 1891 - Cannes, 11 février 1955), danseuse des Ballets russes de Serge Diaghilev et épouse de Pablo Picasso ;
  - Édouard Delmont (Marseille, 5 décembre 1883 - Cannes, 22 novembre 1955), acteur français ;
- 1956 :
- Andrée Karpelès (Paris, 16e arrondissement, 18 mars 1885 - Cannes, 5 septembre 1956), artiste-peintre, illustratrice et auteure française ;
- Élisabeth de Roumanie (Sinaia, Roumanie, 12 octobre 1894 - Cannes, 14 novembre 1956), aristocrate ;
- 1957 :
  - Robert Coquelle (Férin, 17 octobre 1875 - Cannes, 25 avril 1957), coureur cycliste français ;
  - Constant Rémy (Paris, 15e arrondissement, 20 mai 1882 - Cannes, 16 août 1957), acteur et un réalisateur français ;
  - Pierre Lancelot (Nantes, 29 juillet 1901 - Cannes, 7 octobre 1957), officier de marine français ;
- 1958 :
  - Gaston Ravel (Paris, 8e arrondissement, 28 octobre 1878 - Cannes, 23 février 1958), cinéaste français ;
  - Jens Ferdinand Willumsen (Copenhague, Danemark, 7 septembre 1863 - Cannes, 4 avril 1958), peintre danois ;
- 1959 :
  - Charles Borel-Clerc (Nay, 22 septembre 1879 - Cannes, 9 avril 1959), compositeur français ;
  - André Roanne (Paris, 6e arrondissement, 22 septembre 1896 - Cannes, 4 septembre 1959), acteur de théâtre et de cinéma français ;
- 1960 : 
  - Léon Solomiac (Saint-Antonin-Noble-Val, Tarn-et-Garonne, 19 octobre 1873 - Cannes, 10 mai 1960), administrateur colonial français et préfet du Tarn ;
  - François Camatte (Cannes, 29 mai 1893 - Cannes, 9 juillet 1960), architecte naval français ;
  - Berthe Chanteux (Paris, 4 avril 1876 - Cannes, 16 août 1960), artiste peintre et graveuse française ;
  - André Hugon (Alger, Algérie française, 17 décembre 1886 - Cannes, 22 août 1960), réalisateur, scénariste et producteur français ;
  - Paul Ledoux (Illkirch-Graffenstaden, Bas-Rhin 18 novembre 1884 - Cannes, 17 septembre 1960), artiste peintre, graveur et illustrateur français d'origine alsacienne ;
  - Joseph Nicolas (Lyon, 11 août 1868 - Cannes, 20 septembre 1960), dermatologue et vénéréologue français, co-découvreur du lymphogranulome vénérien (maladie de Nicolas et Favre) ;
  - Viviane Elder (Rennes, 23 mai 1904 - Cannes, 21 octobre 1960),  actrice, pilote automobile et aviatrice française ;
- 1961 :
  - Harry Pilcer (New York, 29 avril 1885 - Cannes, 14 janvier 1961), danseur moderne américain ;
  - Jorge Cuevas Bartholin (Santiago du Chili, 26 mai 1885 - Cannes, 22 février 1961), mécène, directeur de ballet, américain d'origine chilienne ;
  - André Julien Chainat (La Chapelle-Saint-Laurian, 27 juin 1892 - Cannes, 6 novembre 1961) aviateur français ;
  - Étienne Fiori (Mustapha, 18 avril 1888 - Cannes, 7 décembre 1961) aventurier et militaire français ;
- 1962 :
  - François André (Rosières, 6 avril 1879 - Cannes, 2 mai 1962), directeur d'hôtels et de casinos, fondateur du groupe Lucien Barrière ;
  - Jacques Maury (Paris, 9e arrondissement, 20 avril 1897 - Cannes, 18 juin 1962), acteur et scénariste français ;
  - Louis Cuny (Montreuil-sous-Bois, 24 novembre 1902 - Cannes, 24 juillet 1962), réalisateur, scénariste et producteur français ;
- 1963 :
  - Jean Sarrus (Anglet, 10 juillet 1901 - Cannes, 7 juillet 1963), producteur de spectacles, directeur de théâtre et dramaturge français ;
  - John Sutton (Rawalpindi, Pakistan, 22 octobre 1908 - Cannes, 10 juillet 1963), acteur britannique ;
  - Edgar Sengier (Courtrai, 19 octobre 1879 - Cannes, 26 juillet 1963), industriel belge ;
  - Georges Pavec (Saint-Brieuc, Côtes-d'Armor, 9 mars 1875 - Cannes, 6 novembre 1963), peintre français ;
- 1964 :
  - Jean-Marie Bouvier O'Cottereau (Laval, 7 décembre 1896 - Cannes, 30 mai 1964), officier supérieur de l'armée française et un homme politique français ;
  - François Perrin (Le Bouchage, Isère, 24 juillet 1914 - Cannes, 18 juillet 1964),  homme politique français ;
- 1965 : 
  - Nicolas Toporkoff (Moscou, 20 juin 1885 - Cannes, 20 juin 1965), directeur de la photographie français d'origine russe ;
  - Adrien Fauchier-Magnan (Paris, 19 novembre 1873 - Cannes, 6 août 1965), joueur de tennis, conservateur de musée, écrivain et critique d'art français ;
- Amédée Ozenfant (Saint-Quentin, 15 avril 1886 - Cannes, 3 mai 1966), artiste peintre français ;
- 1967 :
  - Pierre Nouveau (Cannes, 7 août 1883 - Cannes, janvier 1967), petit-fils de l'architecte Louis Nouveau (1825-1902), architecte français et maire de Cannes en 1935-1940 et 1953-1959 ;
  - Pierrette Madd (Charenton-le-Pont, 9 août 1833 - Cannes, 22 août 1967), actrice française de la période du muet ;
- 1968 :
  - Laurence Vail (Paris, 16e arrondissement, (26 janvier 1891 - Cannes, 16 avril 1968),  romancier, poète, peintre et sculpteur français ;
  - Bernard Lecache (Paris, 3e arrondissement, (16 août 1895 - Cannes, 14 août 1968), journaliste français, inhumé à Paris cimetière de Montmartre (div. 20) ;
  - Marcel Thil (Saint-Dizier, Haute-Marne, (29 mai 1904 - Cannes, 14 août 1968), boxeur français ;
  - Michel Kikoine (Gomel (alors Empire russe), (31 mai 1892 - Cannes, 4 novembre 1968),  peintre français d'origine russe ;
  - Joseph Peyré (Aydie, (13 mars 1892 - Cannes, 26 décembre 1968), écrivain français ;
- 1969 :
  - Gabriel Chevallier (Lyon, 5e arrondissement, (3 mai 1895 - Cannes, 5 avril 1969), écrivain français ;
  - Vitalis Danon (Edirne, Turquie 10 décembre 1897 - Cannes 1er juin 1969), écrivain et enseignant tunisien ;
  - Louis Cauvin (Cannes, (13 septembre 1878 - Cannes, 17 novembre 1969), architecte français ;
  - Julie Sedova (Saint-Pétersbourg, (21 mars 1880 - Cannes, 23 novembre 1969), danseuse, chorégraphe et professeur de danse russe ;
- 1971 :
  - André-Julien Gremmel (Paris, 6 novembre 1899 - Cannes, 3 mars 1971), peintre français ;
  - Léon Dupin (Saint-Étienne, 22 mars 1898 - Cannes, 10 juin 1971), artiste peintre et affichiste français ;
  - John Jacob Astor V (New York20 mai 1886 - Cannes, 19 juillet 1971), militaire, homme politique et homme d'affaires britannique d'origine américaine ;
  - Georges Orselli (Nice, 24 mai 1896 - Cannes, 11 août 1971), officier d'aviation puis gouverneur des Établissements français d'Océanie ;
  - Henri Lumière (Lyon, 8 mai 1897 - Cannes, 4 octobre 1971), aviateur et industriel français ;
  - Roger Cartier (Saujon, 9 décembre 1893 - Cannes, 21 octobre 1971), affichiste de cinéma, caricaturiste de presse et dessinateur publicitaire français ;
  - Camille Héline (Assais, Deux-Sèvres, 22 août 1892 - Cannes, 12 novembre 1971), homme politique français ;
- 1972 :
  - Maurice Cottenet (Paris, 18e arrondissement, 11 février 1895 - Cannes, 6 avril 1972), footballeur français ;
  - Steve Ihnat (Jastrabie pri Michalovciach, Slovaquie, 7 août 1934 - Cannes, 12 mai 1972), acteur américain d'origine tchécoslovaque ;
  - Ryvel (Tunis, Tunisie, 5 janvier 1898 - Cannes, 16 octobre 1972), écrivain tunisien ;
  - Edmond Abraham (Pont-de-Chéruy, 5 mai 1894 - Cannes, 26 novembre 1972), aviateur, pilote et constructeur aéronautique français ;
- 1973 :
  - Michel Nicol, (Lyon, 18 juin 1931 - Cannes, 5 mars 1973), pilote de rallye français ;
  - Charles Bardot, (Clauzel, 7 avril 1904 - Cannes, fin avril 1973), joueur de football international français ;
  - Jean Guitton, (Paris, 4e arrondissement, 29 mars 1887 - Cannes, 8 avril 1973), dramaturge, librettiste, parolier et scénariste français ;
  - Paul Nayrac, (Mustapha (aujourd'hui dénommé Sidi M'Hamed, quartier d'Alger), 3 juillet 1899 - Cannes, fin 25 avril 1973), neurologue français et professeur de l'université de Lille ;
  - Pierre Corval (Bordeaux, 21 novembre 1910 - Cannes, 12 août 1973), résistant et journaliste français ;
  - André Haguet (Suresnes, 9 novembre 1900 - Cannes, 20 août 1973), réalisateur, dramaturge, producteur et scénariste français ;
  - Margaret Caroline Anderson (Indianapolis, 24 novembre 1886 - Cannes, 19 octobre 1973), éditrice, journaliste, autrice, féministe et lesbienne libertaire américaine ;
- 1974 :
  - Jean Charles L'officier (Hanoï, Tonkin, Indochine française, 9 mai 1913 - Cannes, 17 mai 1974), chef d'entreprise français, vice-PDG du Groupe Lafarge ;
  - Rolf Marbot (Breslau, 28 mai 1906 - Cannes, 22 août 1974),  compositeur, auteur, pianiste et éditeur de musique français d'origine allemande ;
  - Nikita Alexandrovitch de Russie (Saint-Pétersbourg, 16 janvier 1900 - Cannes, 12 septembre 1974), prince russe ;
  - Tancrède Vallerey (Rosendaël, Nord, 9 août 1892 - Cannes, 10 novembre 1974),  écrivain et traducteur de romans d'anticipation et d'aventures français ;
  - George William Patchett (Radford, Angleterre, 23 décembre 1901 - Cannes, 31 décembre 1974), pilote motocycliste et ingénieur britannique ;
- 1975 :
  - William Napoléon Grove (Paris, 6e arrondissement, 5 juillet 1901 - Cannes, 26 janvier 1975), dessinateur de presse et caricaturiste français ;
  - Géo Koger ((Paris, 10e arrondissement, 31 juillet 1894 - Cannes, 12 février 1975), parolier français ;
  - Frédéric Joüon des Longrais ((Rennes, Ille-et-Vilaine, 24 avril 1892 - Cannes, 13 février 1975), historien français, spécialiste du droit médiéval ;
  - Putnam Aldrich (Swansea, Pays de Galles, 14 juillet 1904 - Cannes, 18 avril 1975), claveciniste américain ;
  - André Malterre (Corbeil-Essonnes, 20 décembre 1909 - Cannes, 25 juillet 1975), syndicaliste français ;
  - Sidney Buchman (Duluth, Minnesota 27 mars 1902 - Cannes, 23 août 1975), producteur de cinéma et scénariste américain ;
- 1976 :
  - André Pujes (Marseille, 22 novembre 1904 - Cannes, 30 janvier 1976), haut fonctionnaire français ;
  - Georges Scapini (Paris, 10e arrondissement, 4 octobre 1893 - Cannes, 25 mars 1976), avocat français ;
  - Jacques Monod (Paris, 9 février 1910 - Cannes, 31 mai 1976), prix Nobel de médecine français ;
  - André Girard (Avesnes-sur-Helpe, Nord, 23 août 1892 - Cannes, 26 septembre 1976), biologiste et biochimiste français, prix Nobel de physiologie ou médecine en 1965 ;
  - Daniel Bonade (Paris, 4 avril 1896 - Cannes, 30 octobre 1976), professeur et clarinettiste classique américain ;
- 1977 : 
  - François Heck, (Gilsdorf, Luxembourg, 6 février 1899) - Cannes, 8 janvier 1977), coureur cycliste luxembourgeois, professionnel ;
  - Jean Bachelet, (Azans, 8 octobre 1894) - Cannes, 26 février 1977), directeur de la photographie français ;
- 1978 :
  - Charles Viatte, (Liebvillers, Doubs, 18 mars 1911 - Cannes, 19 février 1978), homme politique français ;
  - Dominique Darel, (Cannes, 1er janvier 1950 - Cannes, 4 juin 1978), actrice et mannequin française ;
  - René Tirant, (Chey, Deux-Sèvres, 22 novembre 1907 - Cannes, 7 juin 1978), administrateur colonial français ;
  - Rostislav Alexandrovitch de Russie, (Aï-Todor (près de Yalta), 24 novembre 1902 - Cannes, 31 juillet 1978), prince russe, grand-duc de Russie ;
  - Gaby Bruyère, (Mende, 3 juin 1914 - Cannes, 30 août 1978), actrice, danseuse et dramaturge française ;
  - Joseph Frédéric Bernard, (Nice, 14 septembre 1885 - Cannes, 6 octobre 1978), commissaire de la marine, intendant militaire et homme politique ;
  - Jacques Angelvin (Marseille, 5 août 1914 - Cannes, 10 novembre 1978), animateur de télévision et acteur ;
- 1979 :
  - André Luguet (Fontenay-sous-Bois, 15 mai 1892 - Cannes, 24 mai 1979), acteur et réalisateur français ;
  - Zuheir Mohsen (Tulkarem, Cisjordanie, 1936 - Cannes, 25 juillet 1979), chef de l'Organisation de libération de la Palestine (OLP) entre 1971 et 1979 ;
  - Paul Bouque (Hauconcourt, 5 septembre 1896 - Cannes, 15 août 1979), missionnaire déhonien français ;
  - Pauline Pô (Ajaccio, 28 août 1904 - Cannes, 16 octobre 1979), actrice française, Miss France 1921, le titre s'appelant alors « La plus belle femme de France » ;
- 1980 :
  - Romeo Acquarone (Monaco, 22 juin 1895 - Cannes, 19 janvier 1980), joueur et entraineur de tennis monégasque, naturalisé français en novembre 1937 ;
  - André Cornu (Gap, 27 juin 1892 - Cannes, 4 février 1980), homme politique français ;
  - Anne-Cécile Itier (Pomeys, Rhône, 31 juillet 1890 - Cannes, 23 mars 1980), pilote automobile féminine française ;
  - Charles Colonna d'Anfriani (Calvi, 13 septembre 1909 - Cannes, 26 mars 1980), homme politique français ;
  - Robert Minder (Wasselonne, Bas-Rhin, 23 août 1902 - Cannes, 10 septembre 1980), germaniste français, professeur au Collège de France ;
- 1981 :
  - Eugène Delahoutre (Linselles, 4 février 1893 - Cannes, 1er février 1981), homme politique français ;
  - Raymond Boisdé (Chantonnay, 15 août 1899 - Cannes, 13 juillet 1981), homme politique français ;
  - Raoul Lesueur (Le Havre, Seine-Maritime, 29 avril 1912 - Cannes, 19 août 1981), coureur cycliste français ;
  - Olivier Allard (Bruxelles, 10 mars 1910 - Cannes, 26 août 1981), baron, collectionneur d'art et promoteur immobilier belge ;
  - Jean Coupigny (Périgueux, 19 avril 1912 - Cannes, 22 novembre 1981), médecin militaire français ;
  - Albert Jozan (Nîmes, 22 juillet 1899 - Cannes, 11 décembre 1981), amiral et pilote de chasse français ;
- 1982 :
  - Aladin Tasseli (Serravalle Pistoiese, Italie, 8 novembre 1898 - Cannes, 9 janvier 1982), sculpteur français, prix de Rome 1921 ;
  - Barthélemy Guérini (Calenzana, Corse, 25 avril 1908 - Cannes, 2 mars 1982), figure dominante du milieu marseillais de l'après-guerre ;
  - Guy Berry (Lille, 1er février 1907 - Cannes, 15 mars 1982), chanteur et acteur français ;
  - Robert Liot (Royan, Charente-Maritime, 18 septembre 1908 - Cannes, 27 mai 1982), homme politique français ;
  - Renaud de Jouvenel (Paris, 11e arrondissement, 21 octobre 1907 - Cannes, 31 décembre 1982), écrivain, éditeur et polémiste français ;
- 1983 :
  - Florence Gould (San Francisco, 1er juillet 1895 - Cannes, 28 février 1983), femme de lettres et salonnière américaine ;
  - Robert-Auguste Jaeger (Paris, 11e arrondissement, 3 juin 1896 - Cannes, 7 août 1983), peintre français ;
  - Sébastien Piccardo (Castelvecchio di Rocca Barbena, 22 janvier 1905 - Cannes, 26 juillet 1983), coureur cycliste d'origine italienne ;
- 1984 :
  - Fernand Méry (Clermont-l'Hérault, Hérault, 11 février 1897 - Cannes, 24 janvier 1984),  vétérinaire français,  grand défenseur de la cause animale ;
  - Martial Lapeyre (Paris, 12e arrondissement, 13 mars 1904 - Cannes, 27 décembre 1984), ingénieur, un industriel et collectionneur français ;
- 1985 :
  - Louis Marnay (Béziers, 5 février 1911 - Cannes, 31 janvier 1985), directeur du Centre spatial de Cannes - Mandelieu de 1939 à 1976, conseiller municipal de 1959 à 1968 ;
  - Joseph Chatagner (Saint-Jacques-d'Atticieux, 20 mars 1899 - Cannes, 6 juin 1985), homme politique français ;
  - Shahnawaz Bhutto ( ?, 21 novembre 1958 - Cannes, 18 juillet 1985), activiste pakistanais. Fils du Premier ministre Zulfikar Ali Bhutto ;
  - Henri-André Legrand (Paris, 3e arrondissement, 10 février 1896 - Cannes, 15 août 1985), écrivain, scénariste, dialoguiste, producteur de cinéma français ;
  - Jean Mineur (Valenciennes, 12 mars 1902 - Cannes, 19 octobre 1985), pionnier de la publicité et du cinéma publicitaire français ;
  - Charles Stieglitz (Offenbach-sur-le-Main, Allemagne, 17 septembre 1905 - Cannes, 26 décembre 1985), officier de l'Armée de terre française ;
  - Henri Manceau (Marquigny, Ardennes, 9 décembre 1907 - Cannes, 30 décembre 1985), professeur et historien du mouvement ouvrier ;
- 1986 :
  - Roger Erell né Roger Lelièvre (Mansle, Charente, 9 avril 1907 - Cannes, 28 avril 1986), architecte et un résistant français ;
  - Gilbert Dupé (Nantes, 30 août 1900 - Cannes, 19 juillet 1986), écrivain, directeur de théâtre et régisseur français ;
  - John Alcott (Isleworth, 27 novembre 1930 - Cannes, 28 juillet 1986), directeur de la photographie anglais ;
  - Iris Clert (Athènes, 28 avril 1918 - Cannes, 15 août 1986), galeriste d'art contemporain ;
  - Georges Mollard, (Cannes, 25 avril 1902 - Cannes, 2 novembre 1986), skipper français ;
  - Maurice Gridaine, (Paris, 18e arrondissement, 2 août 1904 - Cannes, 20 novembre 1986), architecte français ;
- 1987 : 
  - Roger Rafal (Paris, 2e arrondissement, 27 février 1909 - Cannes, 9 février 1987), acteur français ;
  - Georges Sellers (Martigues, Bouches-du-Rhône, 24 mars 1907 - Cannes, 11 avril 1987), musicien, compositeur, arrangeur et chef d'orchestre français ;
  - Raymond Leboursier (Paris, 18e arrondissement, 12 mai 1907 - Cannes, 26 juillet 1987), scénariste, monteur et réalisateur français ;
  - Lucienne Legrand (Saint-Cloud, 5 mai 1900 - Cannes, 22 octobre 1987), actrice française ;
  - Philippe Erlanger (Paris, 11 juillet 1903 - Cannes, 23 novembre 1987), haut fonctionnaire, écrivain et biographe français ;
  - Janine de Waleyne (Paris, 10e arrondissement, 2 mai 1921 - Cannes, 22 décembre 1987), chanteuse et ondiste française ;
- Ange-Marie Miniconi dit Commandant Jean-Marie (Ocana, (5 juin 1911 - Cannes, 26 décembre 1988), résistant ;
- 1989 :
  - Charles Vanel (Rennes, Ille-et-Vilaine, 21 août 1892 - Cannes, 15 avril 1989), acteur et réalisateur français ;
  - Guillemette de Beauvillé (Cahaignes, 4 avril 1900 - Cannes, 8 mai 1989), écrivaine française ;
  - Jacques Doniol-Valcroze (Paris, (15 mars 1920 - Cannes, 6 octobre 1989), réalisateur, acteur et scénariste français ;
  - Robert Blot (Seurre, Côte-d'Or, (14 mai 1907 - Cannes, 14 octobre 1989), corniste, violoniste, professeur au Conservatoire national supérieur de musique de Paris, chef d'orchestre à l’Opéra de Paris et compositeur français ;
- 1990 :
  - Georges Lacombe (Paris, 20e arrondissement, 19 août 1902 - Cannes, 14 avril 1990), réalisateur français ;
  - François Schleiter (Verdun, Meuse, 15 septembre 1911 - Cannes, 26 septembre 1990), homme politique français ;
  - Jacques-Olivier Grandjouan (Paris, 17e arrondissement, , 13 décembre 1902 - Cannes, 7 juillet 1990), éducateur et pédagogue français ;
- 1992 :
  - Paul Maubert (Cannes, 24 mai 1899 - Cannes 27 avril 1992), général de brigade français ;
  - Guy Cupfer (Paris, 16e arrondissement, 9 avril 1908 - Cannes 21 mai 1992), homme politique français ;
- 1993 :
  - Ivanna Nijnyk-Vynnykiv, (Lemberg, Russie à l'époque, actuelle Ukraine, 8 juillet 1912 - Cannes, 9 janvier 1993), céramiste, tapissière et peintre ukrainienne ;
  - Max Delys, (Cannes, 11 juillet 1951 - Cannes, 31 mai 1993), acteur français ;
  - William Savy, (Sarcelles, 4 décembre 1906 - Cannes, 17 juin 1993), agent secret français du Special Operations Executive, Section F (française) pendant la Seconde Guerre mondiale ;
  - Pierre Leprohon, (Avesnes-sur-Helpe, Nord, 3 septembre 1903 - Cannes, 23 décembre 1993), écrivain français, critique et historien du cinéma ;
- 1994 :
  - Marcel Miquel (Bédarieux, Hérault, 9 octobre 1912 - Cannes, 7 février 1994), footballeur français ;
  - Jean Sablon (Nogent-sur-Marne, 25 mars 1906 - Cannes, 24 février 1994), auteur-compositeur-interprète français ;
  - Gérard Gustin (Nice, 10 février 1930 - Cannes, 20 mai 1994), pianiste de jazz, compositeur de jazz et variété, arrangeur et chef d'orchestre français ;
  - Katia Lova (Sofia, Bulgarie, 31 décembre 1916 - Cannes, 23 mai 1994), actrice française d'origine bulgare ;
  - Léon Papas (Metz, 16 avril 1915 - Cannes, 17 juillet 1994), footballeur français ;
  - Louis de Froment (Toulouse, 5 décembre 1921 - Cannes, 19 août 1994), chef d'orchestre français ;
  - Terence Young (Shanghai, 20 juin 1915 - Cannes, 7 septembre 1994), scénariste et réalisateur britannique ;
  - Roger Verdier (Paris, 11e arrondissement, 3 juillet 1903 - Cannes, 17 octobre 1994), réalisateur français ;
- 1995 :
  - Louis Bénard (Les Avirons, 18 juin 1912 - Cannes, 14 juin 1995), militaire français ;
  - Serge Nadaud (Bakhmout, Russie à l'époque, actuelle Ukraine, 14 mai 1906 - Cannes, 18 juillet 1995), acteur français ;
- 1996 :
  - Jean Lanvario (Crest, Drôme, 5 décembre 1918 - Cannes, 6 février 1996),  aviateur français ;
  - Roger Trigeaud dit Chéri Bibi (Canapville, Orne, 7 avril 1925 - Cannes, 18 février 1996), catcheur français ;
  - Henry Clarke (Los Angeles, 16 décembre 1918 - Cannes, 26 avril 1996), photographe de mode américain ;
  - Edward Bret (Cannes, 9 novembre 1907 - Cannes, 3 mai 1996), pilote automobile et aviateur anglais ;
  - Raymond Colibeau (Paris 7e arrondissement, 5 juin 1917 - Cannes, 30 septembre 1996), homme politique français ;
  - Pierre Degon (Douai, 7 octobre 1906 - Cannes, 2 juillet 1996, juriste de formation et résistant français ;
  - Rina Ketty (Sarzana, Italie, 1er mars 1911 - Cannes, 23 décembre 1996), chanteuse française d'origine italienne ;
- 1997 :
  - Emil Stern (Paris 3e arrondissement, 28 avril 1913 - Cannes, 13 janvier 1997), compositeur, pianiste et chef d’orchestre français ;
  - Albert Caraco, (Constantinople, 23 septembre 1918 - Cannes, 11 septembre 1997), producteur de cinéma naturalisé français ;
  - Léon Heitz, (Brest, 12 mai 1920 - Cannes, 8 octobre 1997), homme politique français ;
  - Anne-Marie Renaud de Saint Georges, (Brest, 16 avril 1913 - Cannes, 9 octobre 1997), résistante et femme de lettres français ;
- 1998 :
  - Georges Cheyko (Odessa, (21 août 1920 - Cannes, 14 janvier 1998), producteur de cinéma ;
  - Georges Combret (Paris, (11 novembre 1906 - Cannes, 31 janvier 1998), réalisateur français ;
  - René Pellos (Lyon, (22 janvier 1900 - Cannes, 8 avril 1998), scénariste et dessinateur de bande dessinée français ;
  - Francis Roux, (Cannes, 20 mars 1908 - Cannes, 24 juillet 1998), footballeur français ;
  - Jean Marais (Cherbourg, 11 décembre 1913 - Cannes, 8 novembre 1998), acteur, metteur en scène, écrivain, peintre, sculpteur, potier, cascadeur français ;
- 1999 :
  - Gérard Manuel (Oran, 23 mars 1946 - Cannes, 29 avril 1999), chanteur français ;
  - Paul Altavelle, (Cannes, 30 juillet 1922 - Cannes, 13 décembre 1999), footballeur français ;
  - Guy Méry, (Buzançais, Indre, 20 octobre 1919 - Cannes, 28 décembre 1999), général français, chef d'État-Major des armées de 1975 à 1980 ;
- Jean Daninos (Paris, 2 décembre 1906 - Cannes, 13 octobre 2001), industriel français de la marque Facel Vega ;

### XXIesiècle
- Robert Picault (Paris, 13e arrondissement, 16 octobre 1919 - Cannes, 30 octobre 2000), céramiste, designer, photographe et cinéaste français ;
- 2001 :
  - Jacques Marin (Paris, 9 septembre 1919 - Cannes, 10 janvier 2001), acteur français ;
  - Claude Beylie (Sarlat-la-Canéda, 22 février 1932 - Cannes, 26 janvier 2001), critique français et historien du cinéma ;
  - Georges Germain, (Paris, 12e arrondissement, 6 octobre 1920 - Cannes, 25 septembre 2001), homme politique français ;
  - Clément Bairam, (Cannes, 6 juillet 1909 - Cannes, 29 septembre 2001), acteur français ;
  - Paul Naudon, (Paris, 10e arrondissement, 16 avril 1915 - Cannes, 30 octobre 2001), docteur en droit et historien français ;
  - Bernard de Latour, (Le Bouscat, Gironde, 19 mars 1905 - Cannes, 21 novembre 2001), réalisateur français ;
  - Monique Winckler (Strasbourg, Bas-Rhin, 29 décembre 1922 - Cannes, 3 mai 2002), peintre française ;
- 2003 :
  - Alfred Aston (Chantilly, 16 mai 1912 - Cannes, 8 février 2003), footballeur international français ;
  - Adolphe Deledda (Villa Minozzo, Italie 28 septembre 1919 - Cannes, 23 juillet 2003), coureur cycliste naturalisé français en avril 1948  ;
  - Fernand Lamy (Meaux, 4 novembre 1931 - Cannes, 6 septembre 2003), coureur cycliste français ;
- 2004 :
  - Gérard Brault (Paris, 16e arrondissement, 29 avril 1922 - Cannes, 6 mars 2004), résistant français ;
  - Camille Cunin (Lépanges-sur-Vologne, 17 janvier 1912 - Cannes, 4 mai 2004), militaire français, Compagnon de la Libération ;
- 2005 :
  - Lucien Lazaridès (Athènes, Grèce, 30 décembre 1922 - Cannes, 19 juillet 2005), coureur cycliste professionnel français ;
  - Philippe Poisson-Quinton (Loches-sur-Ource, Aube, 29 juillet 1919 - Cannes, 20 août 2005), ingénieur aéronautique français ;
  - Jean Roret (Paris, 13e arrondissement, 7 octobre 1925 - Cannes, 9 août 2005), ingénieur français spécialisé dans l'édification de structures métalliques ;
- 2006 :
  - Marcel Charollais (Halanzy, Belgique, 2 juin 1920 - Cannes, 2 mars 2006), aviateur français ;
  - Jean Hermil (Charolles, Saône-et-Loire, 24 septembre 1917 - Cannes, 10 mars 2006), évêque catholique français ;
  - Roger Capron (Vincennes, 4 septembre 1922 - Cannes, 8 novembre 2006), céramiste français ;
  - Antoine de La Panouse (Thoiry, Seine-et-Oise, 15 août 1914 - Cannes, 27 décembre 2006), créateur du Parc zoologique de Thoiry et homme politique français ;
- 2007 :
  - Félix Lévitan (Paris, 12 octobre 1911 - Cannes, 18 février 2007), journaliste sportif ;
  - Hans Hedberg (Köpmanholmen, Suède 25 mai 1917 - Cannes, 27 mars 2007), céramiste suédois ;
  - Marie-Simone Capony (Charlieu, 14 mars 1894 - Cannes, 15 septembre 2007), doyenne des français ;
  - Nasri Salhab (Baabdat, Liban, 25 décembre 1921 - Cannes, 25 septembre 2007), diplomate libanais ;
  - Éloi Monod (La Ciotat, Bouches-du-Rhône, 8 mars 1918 - Cannes, 10 novembre 2007), fondateur en 1956 de la verrerie de Biot dans les Alpes-Maritimes ;
- 2008 : 
  - Edmond Taillet (Marseille, Bouches-du-Rhône, 9 juin 1932 - Cannes, 7 août 2008), chanteur français ;
  - Jean-Jacques Guissart (Nogent-sur-Marne, 5 août 1927 - Cannes, 14 septembre 2008), rameur français ;
  - Rosella Hightower (Ardmore, Oklahoma, 30 janvier 1920 - Cannes, 4 novembre 2008), danseuse étoile, pédagogue et professeur de danse franco-américaine ;
  - Georges Nguyen Van Loc (Marseille, 2 avril 1933 - Cannes, 7 décembre 2008), commissaire divisionnaire de police ;
- 2009 :
  - Marie Glory (Mortagne-au-Perche, Orne, 3 mars 1905 - Cannes, 24 janvier 2009), actrice française ;
  - Suzanne Millerioux (Montceau-les-Mines, Saône-et-Loire, 26 juillet 1918 - Cannes, 24 janvier 2009), artiste peintre française ;
  - Jean Le Morillon (Bono, Morbihan, 5 février 1920 - Cannes, 3 mars 2009), militaire ;
  - Bernard Galais (Le Havre, 30 janvier 1921 - Cannes, 14 août 2009), harpiste et compositeur français ;
  - Maurice Delauney (La Haye-du-Puits, Manche, 31 juillet 1919 - Cannes, 1er décembre 2009), diplomate, ancien maire de Cannes ;
- Marie-Henriette Manuel-Doussaint (Limoges, 8 juillet 1937 - Cannes, 22 janvier 2010), joueuse française de basket-ball ;
- 2011 :
  - Jean Baeza (Alger, 20 août 1942 - Cannes, 20 février 2011), footballeur international français ;
  - Louis Gantois (Saint-Maur-des-Fossés, 15 novembre 1929 - Cannes, 26 février 2011), kayakiste français ;
- Henri-Ferdinand Lavanchy (Reverolle, Suisse, 9 juillet 1926 - Cannes, 4 janvier 2012), entrepreneur suisse, fondateur de l'entreprise de recrutement et de travail temporaire Adia ;
- 2013 :
  - Pierre Chassang (Neussargues-Moissac, 17 novembre 1919 - Cannes, 27 avril 2013), pratiquant français d'aïkido ;
  - Vincent-Paul Toccoli (Alger, Algérie française, 13 février 1942 - Cannes, 5 aout 2013), religieux français ;
  - Henry Taylor (Biggleswade, Bedfordshire, 16 décembre 1932 - Cannes, 24 octobre 2013), pilote automobile anglais ;
- 2014 :
  - Jean Paon (Nancy, Meurthe-et-Moselle, 24 janvier 1927 - Cannes, 27 février 2014), joueur de pétanque français ;
  - Yvette Lebon (Paris, 10e arrondissement, 14 août 1910 - Cannes, 28 juillet 2014), actrice française ;
  - Claude Schürr (Paris, 4e arrondissement, 26 mars 1921 - Cannes, 28 novembre 2014),  peintre et lithographe français ;
- 2015 :
  - Pierre Vouland (Caumont-sur-Durance, 18 janvier 1930 - Cannes, 8 février 2015), mainteneur et majoral du félibrige, romaniste, conseiller municipal sous le mandat d'Anne-Marie Dupouy puis adjoint au maire dans l'équipe de Bernard Brochand ; une allée de l'île Sainte-Marguerite porte son nom ;
  - Tiburce Darou (Lille, 12 octobre 1942 - Cannes, 2 juillet 2015), préparateur physique français ;
  - Robert Tabarot (Paris, 10e arrondissement, 30 mars 1928 - Cannes, 15 octobre 2015), champion d'Afrique du Nord de boxe, commerçant, membre fondateur du Front Algérie française et l'un des chefs de l’OAS à Oran ;
- 2016 :
  - Guy-Pierre Cabanel (Alger, 7 avril 1927 - Cannes, 15 mars 2016), homme politique français ;
  - Emmanuel Maubert (Reims , 20 décembre 1964 - Cannes, 31 mai 2016), journaliste et un présentateur de radio et de télévision français ;
  - Jean Ricardou (Cannes, 17 juin 1932 - Cannes, 23 juillet 2016), écrivain et un théoricien de la littérature ;
  - Roland Urban (Paris, 15e arrondissement, 26 mai 1939 - Cannes, 29 juillet 2016), cascadeur, puis pilote automobile, devenu producteur et réalisateur de cinéma ;
- 2017 :
  - Gaël Taburet (Messac, Ille-et-Vilaine, 12 novembre 1919 - Cannes 10 février 2017), pilote d'avion français ;
  - Willy Groux (Cannes, 22 mai 1924 - Cannes 1er décembre 2017), dessinateur (jumeau de Yves Groux) ;
- Jacques Masdeu-Arus (Paris, 12e arrondissement, 7 août 1942 - Cannes 4 novembre 2018), homme politique français ;
- Georges Thomas (Saint-Martin-Boulogne, Pas-de-Calais, 31 décembre 1931 - Cannes 15 février 2019), footballeur français ;
- 2020 :
  - Jean-Claude Annaert (Paris, 15e arrondissement, 22 août 1935 - Cannes, 11 septembre 2020), coureur cycliste français ;
  - Daniel Cordier (Bordeaux, 10 août 1920 - Cannes, 20 novembre 2020), résistant, marchand d'art et historien français ;
- Sylvie Feit (Argenteuil, 29 août 1949 - Cannes, 3 mars 2021), actrice et directrice artistique française ;
- 2022 :
  - Ahmed Benaïssa (Nedroma, 2 mars 1944 - Cannes, 20 mai 2022), acteur franco-algérien ;
  - Féri Farzaneh (Téhéran, Iran, 2 juillet 1929 - Cannes, 19 juillet 2022), écrivain et cinéaste franco-iranien ;
  - Robert Vigneau (Saint-Laurent-du-Var, Iran, 26 août 1933 - Cannes, 18 août 2022), poète d'expression française ;
  - Janine Folcheris (Nice, 4 novembre 1931 - Cannes, 17 décembre 2022), joueuse et entraîneuse française de volley-ball ;
- 2023 :
  - Marc Fromion (Marseilles-lès-Aubigny, Cher - 22 mars 1930 - Cannes, 12 février 2023), homme politique français ;
  - Axel Bogousslavsky (Paris, 17 juin 1937 - Cannes, 26 août 2023), acteur français de théâtre et de cinéma ;
- 2024 :
  - Alain Lestié (Hossegor, Landes, 6 août 1944 - Cannes, 25 janvier 2024), peintre et essayiste français ;
  - Georges Pelletier (Bruxelles, Schaerbeek, Belgique, 1938 - Cannes, 12 février 2024), artiste céramiste français ;
  - Simone Weber (Ancerville, Meuse, 28 octobre 1929 - Cannes, 11 avril 2024), française condamnée le 28 février 1991 à une peine de vingt ans de réclusion pour le meurtre de son ancien amant Bernard Hettier ;

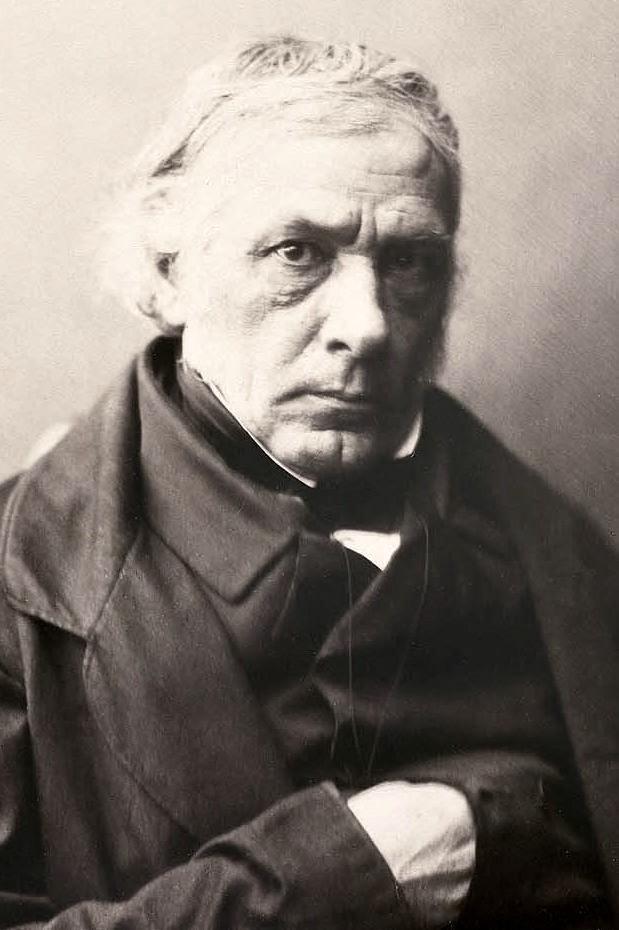
Victor Cousin (Paris, 1792 - Cannes, 1867)
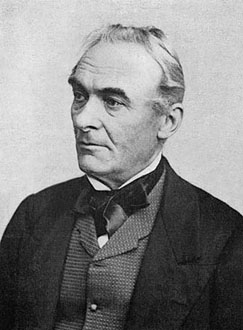
Prosper Mérimée (Paris, 1803 - Cannes, 1870)
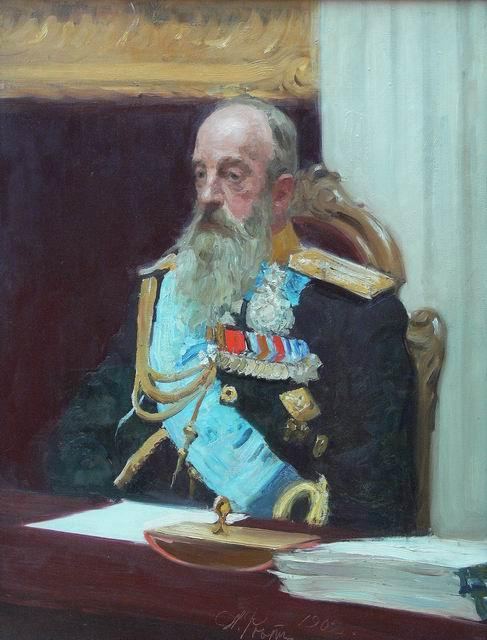
Michel Nicolaevitch de Russie (Peterhof, 1832 - Cannes, 1909)
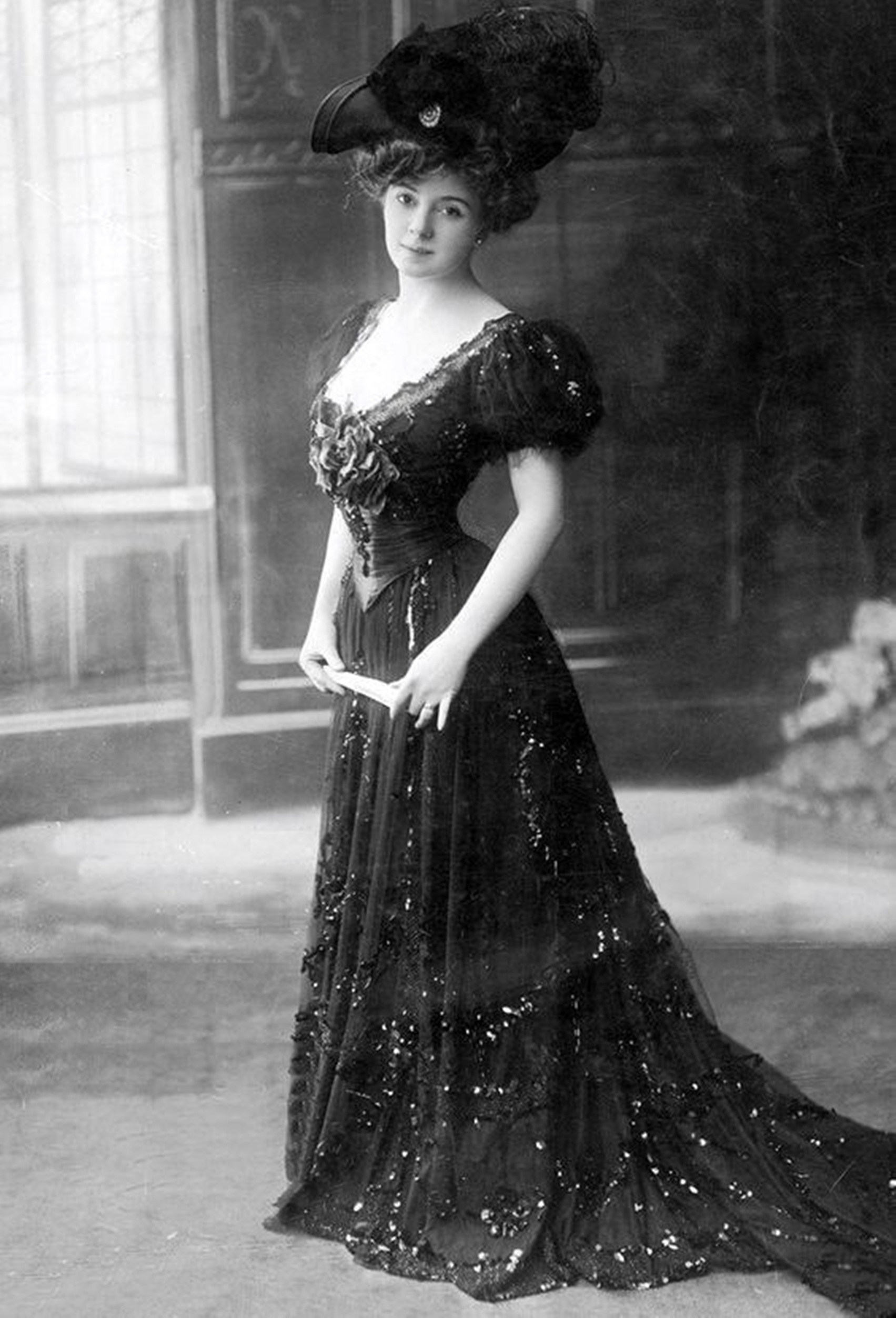
Amélie Diéterle (Strasbourg, 1871 - Cannes, 1941)
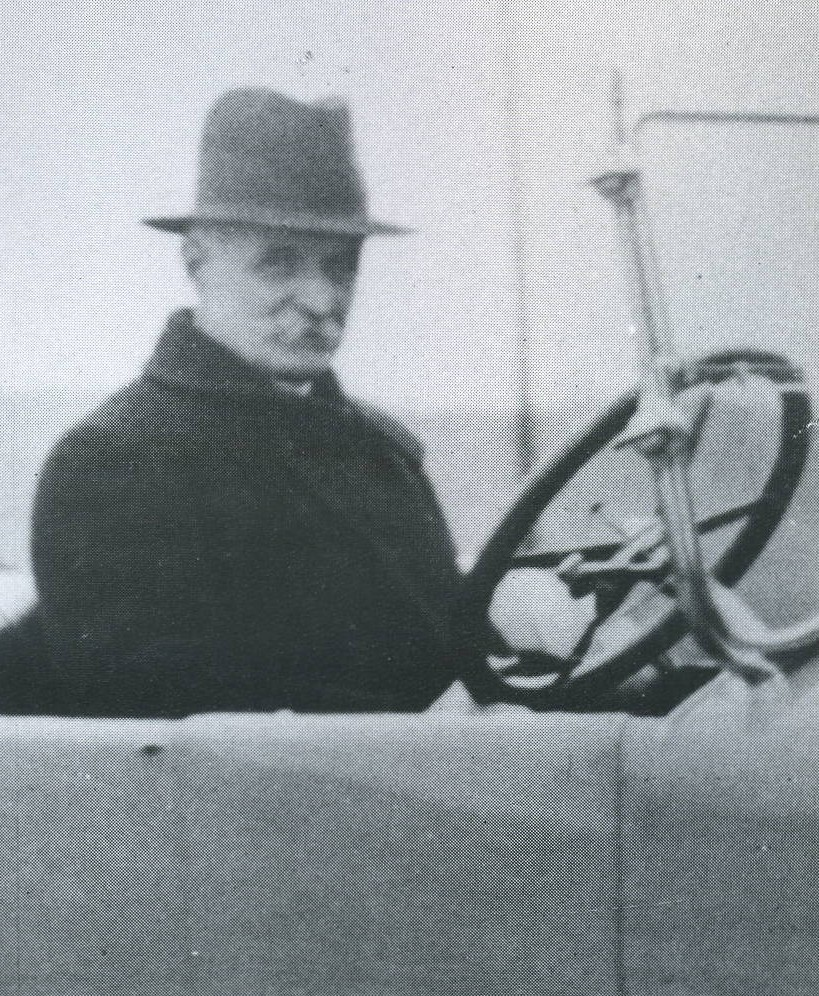
Marius Berliet (Lyon, 1866 - Cannes, 1949)
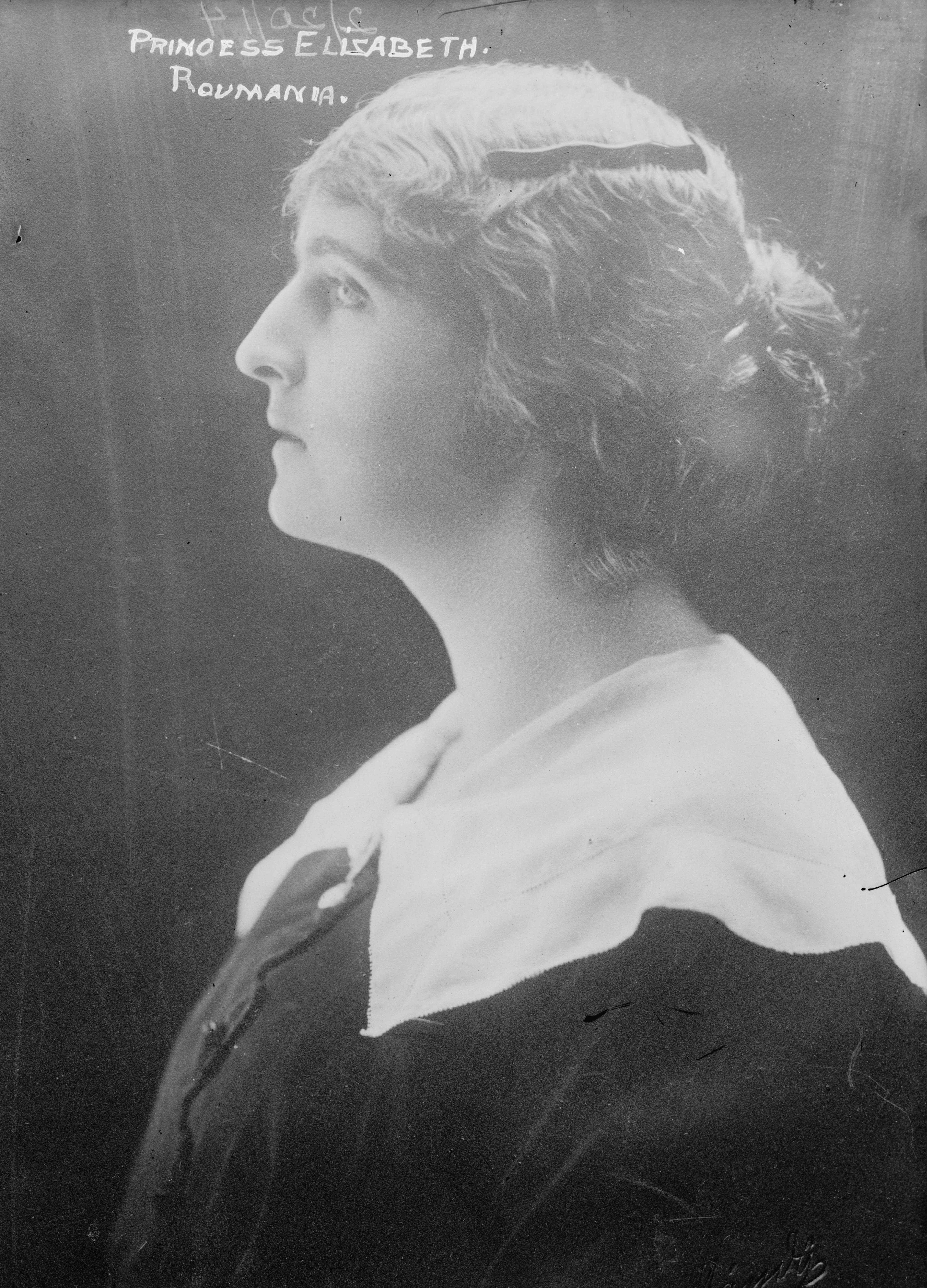
Élisabeth de Roumanie (Sinaia, 1894 - Cannes, 1956)
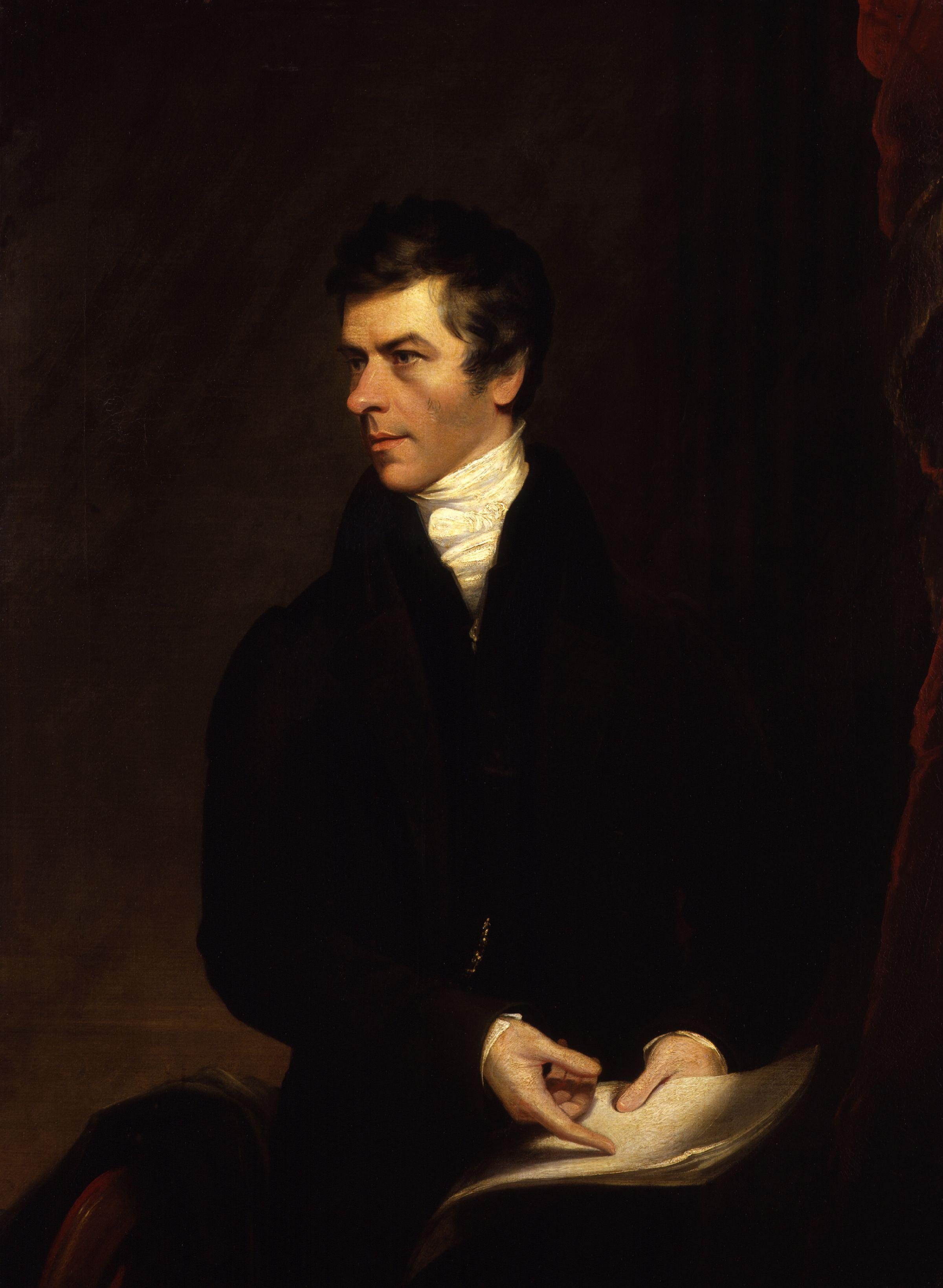
Lord Brougham (Édimbourg, 1778 - Cannes, 1868)
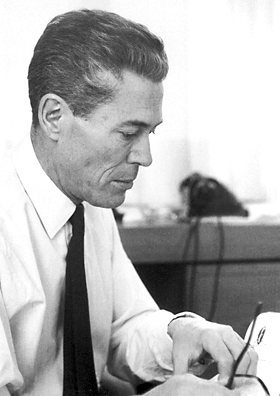
Jacques Monod (Paris, 1910 - Cannes, 1976)
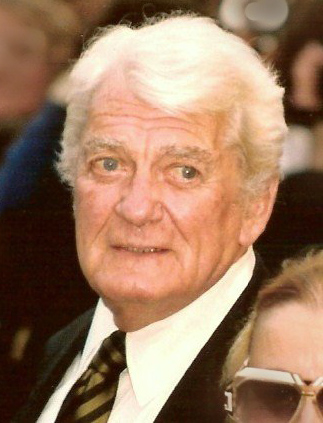
Jean Marais (Cherbourg, 1913 - Cannes, 1998)

## Personnalités inhumées à Cannes
Certaines personnalités sont inhumées à Cannes sans pour autant y être décédées (par date de naissance) :

## Les 13 Justes parmi les nations de Cannes
La ville de Cannes compte 13 Justes parmi les nations.
- Françoise Charpiot,
- Hélène Charpiot,
- Berthe Collato,
- Henri Collato,
- Berthe Dor de la Souchère,
- Romuald Dor de la Souchère,
- Gabrielle Douillard,
- Alban Fort,
- Germaine Fort,
- Joseph-Jules Hardenne,
- Élisabeth Martinet,
- Charles Monod,
- Madeleine Monod.